# 장송의 프리렌
《장송의 프리렌》(일본어: 葬送のフリーレン 소소노 후리렌[*])은 야마다 카네히토가 원작을 맡고 아베 츠카사가 작화를 맡은 일본 만화다. 쇼가쿠칸의 소년 만화 잡지 《주간 소년 선데이》에서 2020년 22·23 합병호부터 연재 중이다. 약칭은 ‘소후리(葬フリ)’이다.
마왕을 쓰러뜨린 용사 일행의 후일담을 그리는 판타지다.  용사 일행의 모험 종료 50주년이 된 해에 용사 힘멜이 노사하는데 용사 일행에 속했던 엘프 프리렌은 힘멜을 제대로 알지 못한 것에 대해 죄책감을 포함한 복잡한 감정을 품게 된다. 함께 모험해 온 동료들과 달리 장수인 프리렌은 좀 더 인간을 알기 위하여 여행을 떠나는 내용을 다루었다.
제14회 만화대상, 제25회 데즈카 오사무 문화상 신생상, 제69회 쇼가쿠칸 만화상 수상작이다.
2022년 9월에 단행본 9권이 발매, 거의 동시에 애니메이션화가 발표되었다. 같은 해 11월에 전개 매체가 텔레비전 애니메이션인 것이 발표되었다. 2023년 9월 29일 닛폰 TV 방송망을 통해 방영을 시작했으며 첫 방송은 금요 로드쇼 시간대에 2시간짜리 분량으로 편성됐다.

## 제작 배경
원작 담당의 야마다의 전작인 《외톨이 박사와 로봇소녀의 절망적 유토피아》의 연재 종료 후, 몇개의 단편의 네임을 그렸으나 잘 되지 않고, 담당 편집자로부터, 최초의 수상작이 용사·마왕물의 코미디였기 때문에, 그 방향으로 개그를 그려보라고 제안했는데, 느닷없이 《장송의 프리렌》의 제1화의 네임이 올라왔다. 그 후, 작화 담당을 붙이게 되어, 똑같이 담당하고 있던 아베에게 네임을 보였는데 '그리고 싶다'라는 반응이 있어, 프리렌의 캐릭터 그림을 그려 주었더니, 야마다로부터도 '이 분이라면 부탁 하고 싶다'라고 대답을 받았기 때문에, 아베가 작화 담당이 되었다. 덧붙여서 만화대상을 수상한 2021년 3월 현재, 야마다와 아베는 한 번도 만난 적이 없다고 한다.
본작의 제목의 유래는, 야마다가 생각한 제목안이 있으면서, 편집부에서도 검토를 하고, 편집부 회의에서 '좋은 타이틀이 정해지면 자부로 상금 1만엔 내겠습니다'라고 담당 편집자가 모았고, 부편집장이 내놓은 제목안 중에서 《장송의 프리렌》이 있어, 최종적으로 야마다, 아베에게 결정받아 현재의 제목이 되었다.
제2권이 발매되었을 때, 아리노 신야, 우라이 켄지, 에구치 유야, 코이데 유스케, 콘도 쿠미코, 스가 켄타, 스즈키 타츠히사, 토요사키 아키가 본작에 코멘트를 전했다.

## 줄거리
이야기는 마왕을 물리치고 10년에 걸친 여정 끝에 세상에 평화를 되찾아준 모험가 일행의 일원이었던 엘프 마법사 프리렌을 따라간다. 영웅적인 일행에는 인간 영웅 힘멜, 드워프 전사 아이젠, 인간 성직자 하이터가 있었다. 헤어지기 전, 그들은 50년에 한 번 나타나는 유성우인 시대의 유성을 함께 바라본다. 프리렌은 다음번 천체 현상이 일어날 때 더 좋은 전망을 보여주겠다며 다시 만날 것을 약속한다. 이후 프리렌은 마법 지식을 찾아 세계를 여행하기 위해 떠난다.
50년 후 수도로 돌아온 프리렌은 인류가 변화했고 옛 동료들이 뚜렷하게 나이 들었음을 발견한다. 유성우를 보기 위한 마지막 모험 이후, 힘멜은 노환으로 세상을 떠난다. 장례식에서 프리렌은 그에 대해 더 알아보려 하지 않았던 것에 죄책감을 표현한다. 다른 옛 동료들을 방문하던 중 하이터가 거두어 기른 고아 페른을 가르치고 돌봐달라는 부탁을 받아들인다. 또한 먼 북쪽에 있는 영혼의 안식처로 가서 힘멜을 다시 만나 자신의 마음을 전하고 제대로 된 작별 인사를 나누라는 권유를 받는다. 이러한 부탁들을 이루기 위해 프리렌은 마법을 배우고자 하는 열정을 이어가면서 페른과 함께 여정을 시작한다. 도중에 아이젠이 가르친 젊은 전사 소년 슈타르크가 그들과 동행하게 된다.
프리렌의 엘프로서의 본성은 그에게 매우 긴 수명을 부여하여, 수년 또는 수십 년의 기간을 순간처럼 여기게 한다(이러한 시간 인식으로 인해 그는 힘멜의 일행과 함께한 10년간의 모험을 찰나의 경험으로 여긴다). 따라서 이야기는 오랜 시간에 걸쳐 진행되며, 프리렌을 제외한 캐릭터들의 육체적, 정신적 성장을 보여주는 주기적인 회상이 함께 이어진다.

## 등장인물

### 프리렌 일행
프리렌
성우 - 타네자키 아츠미/이지현
본작의 주인공. 마왕을 토벌한 용사 파티의 마법사. 신장은 160cm, 외형은 소녀이지만 장수한 엘프족 태생으로 이미 1000년 이상의 세월을 계속 살고 있다. 인간과는 시간의 감각이 크게 다르기 때문에, 몇 개월이나 때로는 수년 단위의 작업을 전혀 고생하지 않고, 힘멜을 시작으로 한 예전의 동료와의 재회도 50년의 날이 지나고 나서의 일이라고 생각했다. 힘멜이 천수를 다해 세상을 떠난 것을 계기로, 지금까지 자신에게는 불과 10년 못된 여행 속에서 그의 사람됨을 자세하게 알려고 하지 않았던 것을 깊이 후회하고 인간을 알기 위한 여행을 시작하게 된다.
1000년 이상 전, 고향인 엘프의 마을이 마족에게 습격당해 죽을 때 대마법사 플람메에게 도움을 받아 그녀의 제자가 된다. 스승 플람메에서는 싸우는 기술과 마력 제어 방법을 전수받았다. 천재적인 자질에 더해 1000년 이상에 걸쳐 마법을 연마한 결과, 마법사로서의 실력은 지극히 강대하고 압도적인 마력을 자랑한다. 게다가 그 마력을 거의 완전하게 은닉하는 기술을 습득하고 있어, 마족에게 자신의 실력을 과소평가시켜 빈틈을 찌르는 전법을 자랑으로 한다. 그 실력은 마왕 사망 후의 현재의 마족을 약하다고 느끼고, 칠붕현 중 하나인 단두대의 아우라조차 어렵지 않게 쓰러뜨릴 정도. 역사상 가장 많은 마족을 묻어버린 마법사로서 '장송의 프리렌'이라는 별명을 가지고 있어 마족으로부터 두려움을 받고 있다. 다만, '마법을 발동할 때 한순간만 마력 탐지가 끊긴다'는 약점이 있고, 패배 경험이 전혀 없는 것도 아니다.
또, 옷이 비쳐 보이는 마법이나 카키고리를 만드는 마법 등, 대체로 도움이 되지 않는 마법을 수집하는 것이 취미로, 그러한 마도서를 대가로 일을 맡기도 한다. 재회한 하이터의 자금으로 페른을 제자로 삼은 이후는 그녀와 함께 여행을 하고 있지만, 인간이기 때문에, 날마다, 어른 여성으로 성장해 가는 그녀와 자신의 신체를 비교하는 등, 생각하는 곳이 있는 것 같다.
성격은 드라이로 엄격한 일면도 있지만, 평소에는 상냥하고 귀찮은 면도 나쁘지 않다. 또한 엘프이기 때문에 인간의 기분에 대해 둔감하고 사람과의 접촉 방법은 약간 서투르다. 아침은 서투른지 늦잠이 일상차반사이며, 가끔 일찍 일어났을 경우는 페른을 놀라게 해 칭찬해 받는다. 고향과 동료를 빼앗긴 과거 때문에, 감정적으로 마족에 대한 깊은 증오를 안고 있어, 마족과의 적대시에는 일절 용서하지 않는다. '인간의 말로 인간을 속이고 인간의 말이 통하지 않는 맹수'라고 하는 마족의 본질을 이해하고 있기 때문이기도 하고, 인간에 얽혀 있는 상대가 마족이다보니 부위나 주위의 상황을 일절 고민 없이 문답 무용으로 묻어 버리려고 한다.
'역사상에서 가장 던전을 공략한 파티의 마법사'라고 자칭할 뿐, 던전에는 정통하다. 도중에 보물상자를 발견하면 그 내용에 이상할 때까지의 흥미를 나타내고, 판별마법에 의해 그것이 99%의 확률로 미믹(보물상자로 변한 마물)이라고 해도, 나머지 1%의 가능성에 베팅해 보물상자를 열다. 그 때문에 과거에는 몇 번이나 미믹에게 먹힐 뻔했다.
 페른
성우 - 이치노세 카나/유영
프리렌의 제자인 소녀. 9세→19세. 남쪽 국가의 전쟁 고아였지만, 부모를 잃고 절망하고 뛰어 내려 자살을 도모하려고 한 곳을 용사 파티의 성직자 하이터에게 도움을 받는다. 어린 시절을 하이터의 밑에서 보내면서 '혼자 살아갈 수 있는 힘'을 얻기 위해 마법 수행을 시작한다. 그 후 9살 무렵에 하이터를 찾아온 프리렌을 만나 그녀에게 마법의 가르침을 받아 4년간의 수업을 거쳐 마법사로 성장한다. 하이터가 죽은 후, 15세 무렵에 프리렌의 제자로서 함께 여행한다. 프리렌을 스승으로 존경하면서도, 인간이기 때문에 엘프인 그녀와는 시간의 감각이 어긋나 있어, 장기 체재에 익숙해지기도 한다. 또한 프리렌의 돈 낭비를 훈계하거나 사생활이 허술한 그녀의 귀찮음을 보면서 자신이 하고 있는 것이 완전히 '엄마'임을 깨닫거나 하는 등 고생도 많다. 프리렌을 닮아 별로 감정을 드러내지 않는 한편, 상당한 독설가로 화를 냈을 때도 조용히 불쾌해지기 때문에 거기서 프리렌과 슈타르크는 두려워하고 있다. 달콤한 것을 좋아하는 것 같고, 식사 장면에서는 단맛을 먹고 있는 경우가 많다.
어린 시절보다 많은 연루를 쌓아 그녀를 만난 지 얼마 안된 프리렌이 ‘탁월한 마력의 조작 기술’과 놀라워 하고 있다. 게다가 프리렌의 지도하에 소질을 개화시켜, 사상 최연소로 3급 마법사의 시험에 톱의 성적으로 합격해 후에 젠제에게 "그 젊음으로 너만큼 우수한 마법사는 본 적이 없다"라고도 평가되었다. 또, 대마법사 제리에의 마력의 '흔들림'을 견파해 제자에게 스카우트 되는 등, 그 재능은 거대하다고 생각된다. 그 마력의 조작 기술, 마족의 힘을 가지고 있어도 탐지되기 어려운 마력 은밀 외에 프리렌으로부터 '나보다 마법을 쏘는 것이 빠르다'라고 평가되는 속사 기술, 대량의 공격 마법을 한번에 조종하는 기술, 마족의 마력 탐지 범위 밖에서 초장거리 사격 기술도 가지고 있어 전투 능력도 높다. 전투에서 사용하는 것은 일반 공격 마법(마족을 죽이는 마법)과 방어 마법뿐이지만, 그 탁월한 기술에 의해 격상의 마족에게 승리를 거두고 있다. 프리렌 양도의 '마족을 방심시켜 쓰러뜨리는 전법'도 회득해 칠붕검 중 하나 '단두대의 아우라'의 부하 '참수의 관리'의 1명을 마력의 은닉과 마법의 속사 기술 와의 복합에 의해 타도했다.
그 후, 오이서스트에서 개최된 시험에 합격해, 약관 10대로 해 1급 마법사가 된다. 1급 마법사의 특권으로 제리에에게서 "옷의 더러움을 말끔히 없애는 마법"을 받았다.
슈타르크
성우 - 코바야시 치아키/김신우, 키요토 아리사/이새벽(어린 시절)
용사 파티의 전사 아이젠의 제자인 소년으로, 스승과 같이 도끼를 사용한다. 17세→19세. 극단적으로 자기 평가가 낮은 성격이지만, 실제로는 거대한 절벽에 도끼로 균열을 만들 정도의 실력자. 스승과 싸움 이별을 한 뒤 홍경룡의 위협에 노출된 마을에 3년 정도 머물고 있었다. 아이젠이 프리렌에게 동료로서 슈타르크를 추천했고, 슈타르크는 홍경룡을 일격 아래로 쓰러뜨리고, 그녀들의 여행에 동행하게 되었다. 중앙 제국 클레 지방에 있던 전사의 마을 출신으로, 어릴 적에는 아버지(성우: 카세 야스유키/정성훈)로부터 '실패작'이라는 비난을 들었지만, 형 슈톨츠(성우: 에구치 타쿠야/박성영)만은 그를 인정하고 있었다.
"내 제자는 터무니없는 전사가 된다"고 아이젠에게 말하게 할 정도의 소질을 가진다. 수행의 성과나 소양에서인지 심상할 수 없는 견고함을 가지고, 페른으로부터 괴물인가라고 의심되기도 할 정도로 완강함을 가진다. 남성에게 면역이 없는 페른에게 무의식적으로 두려움을 주고, 자신도 여성의 취급이 어려운 한편 서로 미워하지는 않아 불쾌해진 페른에게 사죄하거나 데이트처럼 데리고 걷거나 하고 있어 자인은 그냥 사귀라고 하고 있다. 페른이 옷이 비치는 마법으로 그를 보았더니 '치사'라는 소감을 드러냈다. 나중에 18세 생일을 맞이한다. 좋아하는 것은 햄버거. 나이보다 아이 같은 면이 있어, 여성의 취급은 불득수. 친숙해지기 쉽고 누구에게나 존경받는 인품이지만, 특히 이상한 사람에게 좋아하기 쉽다.
자인
성우 - 나카무라 유이치/박성태, 카와이다 나츠미(어린 시절)
알토 숲 근처 마을에 살았던 성직자. 어른 남성으로, 좋아하는 것은 술이나 담배, 도박, 연상의 누나. 밑바닥 없는 늪에 빠져 움직일 수 없게 된 것을 프리렌에게 도움을 받는다. 어렸을 때부터 모험가를 동경하고 있었지만, 그것이 되는 것은 없었다. 슈타르크가 뱀에 물려 뇌가 몇 시간 안에 녹아 죽는다는 불치의 독을 순식간에 치료할 만큼 천성의 재능을 가진다. 신부의 오빠로부터 마을에서 데리고 가고 싶다고 말한 건도 있어, 프리렌으로부터 동료로 권유된다.
10년전에 3년안에 돌아온다며 먼저 나간 '전사 고릴라'를 자칭하는 절친이 돌아오지 않았던 것을 계속 신경쓰고 있어, 형을 위해서 마을에 남아 있었지만 그 형으로부터 질타받고, 절친을 찾기 위해 마침내 여행을 하기로 결심하고 일시적으로 일행에 합류한다. 여행 중에는 어른으로서 페른과 슈타르크의 사이를 가지고 있는 것도 있어, 이미 서로 둘이 사귀지 말아야 할까 고민하기도 했다. 찾는 친구가 교역 도시 튜어로 향했다는 것을 알게 되면 그를 쫓기 위해 일행과 헤어졌다. 후에 프리렌이 메토데에서 성직자 자리로서 동행하자고 물었을 때는 "이 파티의 성직자 자리는 (자인을 위해) 비워두고 싶으니까"라고 거절했다.

### 용사 일행
힘멜
성우 - 오카모토 노부히코/신용우
프리렌, 하이터, 아이젠과 함께 마왕을 토벌한 용사이며, 종족은 인간. 동료를 이끌고 10년의 세월을 거쳐 목적을 완수했다. 그 위업과 수많은 공적으로부터 각지에 동상이 세워져 영웅처럼 널리 존재가 알려졌다. 인격자이지만 나르시스트인 일면도 있어, 동상의 모델이 되었을 때는 세세하게 주문을 내는 등 하기도 한다. 여행을 시작할 때 왕에게 반말을 해 위태롭게 처형될 것 같게 되거나 불행한 일면도 있다.
앞으로의 프리렌의 인생을 "상상도 할 수 없을 정도로 긴 것이 된다"고 하며, 추후의 재회를 약속하지만, 그녀가 다음에 방문한 것은 50년 후의 힘멜의 만년이었다. '겨우 10년 함께 여행을 했을 뿐'의 그의 죽음이 프리렌에게 준 영향은 크고, 그의 것을 알려고 하지 않았기 때문에 큰 후회의 마음을 안기게 되었다.
프리렌과 첫 대면 때 그녀의 힘을 직감으로 간파해 모험의 동료로 스카우트했다. 마족의 본질을 몰랐기 때문에 프리렌의 충고를 무시하고 사람을 먹은 마족 소녀를 놓친 적이 있지만, 후에 그녀가 또 사람을 죽였다고 하는 쓴 경험을 한다. 또, 용사만이 빠지는 '용사의 검'이 있는 마을을 방문했을 때는 거기에 도전하는 것도, 결국 뽑을 수 없었다. 하지만, "가짜 용사라도 상관없다, 마왕을 쓰러뜨리면 가짜라도 진짜라도 상관없다"고 말해 실제로 그것을 이루고, 프리렌도 그를 "그런 검이 없어도 힘멜은 진짜 용사"라고 평하고, 검이 빠지지 않았다는 것은 숨겨졌다.
곤란한 사람을 결코 버리지 않는 성격으로, 그 생애를 걸고 사람을 돕는 것으로 분주한 것 같다. 죽은 후에도 작중에서의 존재감은 크고, 프리렌의 회상 속에서 자주 등장한다. 한때 프리렌에게 연심을 안고 있었다고 생각하게 하는 에피소드도 많다. 어렸을 때 숲에서 길을 잃었을 때 프리렌을 만나고 꽃밭의 마법을 보여준 적이 있다. 엘프이기 때문에 훨씬 장수인 그녀의 미래를 고려하여 동상에 세세하게 주문을 하거나 고향을 마족에게 빼앗겨 고독하게 살아온 그녀의 외로움을 배려하거나 무언가와 프리렌을 신경쓰고 있다.
 하이터
성우 - 토치 히로키/엄상현
용사 파티의 성직자며, 종족은 인간. 전쟁 고아로, 힘멜과는 같은 마을에서 어린 시절을 보낸 소꿉친구 사이다. 마왕 토벌의 여행을 마치고 그 후의 년은 성도의 주교가 되어 위대한 성직자로서 사람들의 존경을 모았다. 온화하고 밝은 성격이지만, 술을 좋아하는 술고래. 많은 술을 마시고 있었음에도 불구하고, 힘멜의 사후에도 20년 이상 계속 살아가는 등 인간으로서는 상당한 장수를 유지했다. 단, 만년에는 컨디션이 무너져 술을 끊은 모양이다.
최후의 해, 전쟁 고아인 페른을 인수해, 찾아온 프리렌에 조금의 꾀를 걸어 페른을 그녀의 제자로서 투입함으로써, 자신의 죽은 후의 고민을 해결했다. 한때는 자신이 고아였기 때문에 고아원의 부흥 자금을 스스로 내보내기도 했다. 그 존재는 페른에게 '육아의 부모'로서 사후에도 소중한 것이 되었다. 자인으로부터도, 하이터는 자신과 달리 상냥하게 의지가 있는 이상적인 어른이었다고 평가되었다.
 아이젠
성우 - 우에다 요지/홍범기
용사 파티 전사. 엘프만큼은 아니지만 인간보다는 훨씬 더 장수하는 드워프족으로, 힘멜이나 하이터의 사후에도 외모의 변화가 그다지 보이지 않는다. 몸이 매우 견고하고, 과거에 용을 혼란시킬 정도의 맹독의 화살을 받고도 괜찮거나 자유 낙하 정도라면 어떤 높이에서 떨어지더라도 멀쩡한 모습을 보였을 때는 하이터를 끌어당기기 했다. 그러나 육체적으로는 꾸준히 노화하고 있으며, 힘멜이 죽은 후, 전위로서 여행에 동행해 주었으면 한다고 프리렌에게 부탁받았을 때는 '이제 도끼를 흔들 나이가 아니다'라며 거절했다.
가족을 마족에게 살해당한 과거나 사후에 영혼이 갈 곳은 없다는 드워프족 특유의 사생관의 영향 때문인지 과거에는 힘멜과 함께 걸었던 어딘가 어처구니없는 여행길을 시시하다고 잘라 버리는 일도 많았지만 마왕 토벌 후에는 하이터와 펜팔을 하거나 힘멜 장례식에서 보여준 프리렌의 모습에 두 사람의 관계를 불쌍히 여기는 등 동료애의 면모를 보이고 있어 올레올(영혼이 잠든 땅)에서 프리렌과 힘멜이 재회할 수 있기를 바란다.

### 북측 국가
그라나트 백작
성우 - 사쿠야 슌스케/임채헌
그라나트 백작령을 다스리는 영주. 거리를 덮는 플람메의 방호 결계의 관리를 담당한다. 아들이 있었지만, 단두대의 아우라와의 싸움에서 전사했다. 아우라 측이 제기해 온 화목을 진행하기 위해 사자 류그너와 회담하는 것도, 마을을 방문한 프리렌이 드라트를 죽인 건으로 류그너를 물었을 때 잡혀 버린다. 그 후에는 고문을 받고 있었지만, 페른과 슈타르크에게 도움을 받았다. 할아버지의 대에도 마을이 용사 일행에 구원받은 이가 있어, 아우라 토벌 후에는 프리렌 일행의 여행을 보냈다.
검의 마을의 이장
성우 - 코하라 코노미/성예원
슈베어 산맥에 있는 검의 마을의 장. 외모는 어린 소녀로, 현재는 49대째에 해당한다. 여신이 주었다고 하는 '용사의 검'을 수호하는 역할이 있어, 마을 부근에는 정기적으로 마물이 나타나기 때문에, 반세기에 한 번은 퇴치받도록 프리렌과 약속을 맺었지만, 실제로 프리렌이 방문한 것은 지난번으부터 약 80년 후였기 때문에, 그녀에게 불평을 표현했다.
올덴 경
성우 - 우치다 유야/최한
요새 도시 포리히의 올덴 가 당주. 북측 국가의 3대 기사로 꼽히고 있다. 프리렌은 그의 할아버지를 알고 있었다. 마족과의 전투로 전사한 장남 빌트의 죽음을 숨기고, 사교회에서 아들의 건재를 나타내기 위해, 슈타르크로 바꾸는 것을 의뢰해, 보수를 조건으로 프리렌 일행의 승낙을 얻는다.
폴
성우 - 호시노 미츠아키/홍진욱
클라 지역 마을에 사는 드워프 노인. 프리렌의 장수 친구로, 그녀 왈 '힘멜 일행을 알 수 있는 기회를 준' 인물. 400년 가까이 마을을 지켜 온 역전의 노전사로, 자인 왈 '터무니없는 할아버지 씨'. 마을 사람들은 대화도 남지 않고, 친구도 없는 노인으로 취급하고 있어, 그가 마을을 지키는 이유도 모르고 있었다. 마을의 수호신이 된 이유는 과거에 죽은 인간의 아내와의 약속 때문이었다.
레카
성우 - 카와다 신지/황동현
마법 도시 오이서스트의 음식점의 점주. 약 80년 전의 인물. 당시 힘멜 일행이 마족에게 도난당했다는 가보 식칼을 되찾아 주었다. '세기의 천재 요리인'을 자칭해, 나를 넘는 맛 등이 세상에 없다고 단언할 정도의 자신가. 프리렌에게 비유 100년, 200년 경이면 그 가게의 맛을 후세에 남길 생각이라고 말했는데 일급 마법사 시험 때 프리렌이 가게를 방문했을 때는 더욱 맛이 좋아졌다.
다흐 백작
다흐 백작령을 다스리는 영주. 프리렌에게 증조부가 돌보았기 때문에 식사에 초대해, 도난당한 가보 보검의 탈환을 의뢰한다(원래는 마족의 물건이며, 증조부의 대도 한 번 도난을 당했었다). 프리렌은 이곳의 영주 일족은 무리난제를 밀어붙여 내키지 않았지만 결국은 마도서를 보수에 의뢰를 맡아 보검을 훔치고 있던 검의 마족을 토벌해 의뢰를 달성했다.
파스
도시에 사는 드워프. 과거에 용사 일행과도 만난 적이 있어 프리렌과 약 80년 만에 재회한다. 타의 추종을 불허하는 술을 좋아하며 한때 엘프 미리알데가 묻은 명주인 '황제술'을 찾기 위해 200년 이상 유적 발굴을 계속하고 있었다. 프리렌에게 석실의 결계 해제를 바라며 3개월에 걸쳐 해제를 성공시키지만 발견한 황제술의 맛은 심하게 맛없었다.
노름 경
북부 고원을 좌지우지하는 노름상회의 회장. 우연히 들른 프리렌에게, 약 80년 전에 용사 일행이 선대 노름 경으로부터 빌린 금전의 상환을 위해 다가갔다. 그 빚은 막대한 이자로 부풀어 올라 프리렌은 300년도 광산에서 일할 것 같게 된다. 슈타르크 일행은 광산을 습격할까 하고 생각했지만 프리렌이 은광을 파고들어 무사히 귀환을 했고 우려는 해소되었다.
게엔
3000m의 깊이를 자랑하는 토어 대계곡 부근의 마을에 사는 드워프. 한때 고향 마을이 마족에게 습격당해 멸망되어 다리가 없기 때문에 다른 도시에 도움을 구할 수도 없었던 쓴 경험을 계기로 200년에 걸쳐 계곡을 건너 다리를 건설했다. 건설 중에 자금이 다했을 때는, 힘멜에게 자금 원조를 받았다. 프리렌에게 마법을 보상으로 다리를 덮치는 새의 마물의 둥지의 구제를 의뢰했다.
글뤼크
과거의 성채 도시 바이제의 영주로, 약 80년 이상 전에 마흐트와 헤어졌다. 바이제 내의 정쟁 속에 아들이 암살된 과거를 가진다. 이해관계로부터 마흐트와 결탁해, 악정을 행하는 정적을 시말해 바이제의 활기를 되찾았다. 호담하고 이지적이고 마족을 잘 이해하고 있어, 마흐트와도 기심이 알려져 있었다. 마흐트를 글뤼크 가의 마법 지남 역에 맡기는 등 30년간에 걸쳐 중용하지만, 늙었을 무렵에 마흐트의 마법으로 바이제도 황금으로 되어 버린다.
약 50년의 세월을 거쳐 프리렌의 손에 의해 생신의 몸에 부활해, '나쁜 친구'인 마흐트와의 재회를 완수해 그 최후를 전망하게 되었다.
바르하이트
약 80년 이상 전에 북측 국가 3대 기사 중 한 명이었던 무인. 황제 폐하의 칙명을 받아 마흐트를 습격하지만, 전혀 버티지 못하고 마지막은 황금화되어 버린다.

### 선발 시험 참가자
라비네
성우 - 스즈시로 사유미/강새봄
3급 마법사 여자아이. 칸네와는 소꿉친구로 함께 마법학교를 졸업했다. 1차 시험에서 칸네와 함께 프리렌과 같은 그룹이 된다. 얼리는 마법을 특기으로 하고, 시험에서는 호수를 동결시켰다. 입은 험하지만 근본적으로 부드럽다.
칸네
성우 - 와키 아즈미/방시우
3급 마법사 여자아이. 라비네와는 소꿉친구로 함께 마법학교를 졸업했다. 물을 조종하는 마법을 특기로 해, 시험에서 프리렌이 결계를 깨뜨렸을 때, 비를 이용해 리히터를 격파했다. 라비네와 자주 싸운다.
위벨
성우 - 하세가와 이쿠미/장예나
등장시는 3급 마법사였지만, 나중에 1급 마법사가 되는 여자아이. 2년 전의 2급 시험에서는 시험관을 살해해, 실격 처분이 되었다. 오이서스트로 향하는 도중에서 크라프트와 알게 되지만, 살인의 눈을 하고 있다고 간파된다.
'공감'하는 것으로 그 상대의 특기인 마법을 사용할 수 있게 되는 능력을 가지고, 비어벨과의 싸움 때에 본 사람을 구속하는 마법(솔가닐)을 취득했다. 1급 마법사의 시험에서 같은 파티가 된 런트에 붙는다.
이치에 얽매이지 않는 감각파. 대체로 뭐든지 자르는 마법(레일 자이든)을 특기로 하고, 그녀의 이미지로 끊어진다고 생각한 것이라면 뭐든지 끊어진다. 전설이지만 항상 쿨하고, 사람을 죽이는 것을 아무것도 생각하지 않는 것 같다.
란트
성우 - 코마츠 쇼헤이/이경태
등장시는 2급 마법사였지만, 후에 1급 마법사가 되는 청년. 결코 타인을 신용하지 않고, 누구와도 풀어내려고 하지 않는다. 완벽한 분신을 만드는 마법을 특기로 하며, 자신의 분신에 1급 시험을 응시시켜 시험 기간 중에 본체는 계속 고향에서 쉬고 있었다.
뎅켄
성우 - 사이토 지로/안장혁
노령의 2급 마법사였지만, 나중에 1급 마법사가 된다. 원래는 군 소속의 마법사이며, 치열한 권력 다툼을 이겨낸 산전수전의 노회한 궁정 마법사이기도 하다. 덧붙여 20대 중반 무렵에 아내에 앞서 아이는 없다.
어렸을 때 마흐트를 스승으로 섬기고 마법을 배웠다. 또한 프리렌을 동경해 마법사에 뜻을 두며, 마법에 대한 생각이 그녀와 비슷하다. 프리렌 본인과 면식은 없었지만, 1급 마법사의 1차 시험으로 그 정체를 간파하고 당당하게 싸움을 도전했다. 프리렌에게는 전혀 거침이 없어 아이 취급되었지만, 원래보다 1급 마법사에 손색이 없는 실력자이다. 항상 냉정침착으로 협조를 거듭하고 통찰이나 책모에 뛰어나는 한편, 마력이 떨어지면 남자답게 젊은이와 맞는 듯한 진한 뜨거운 영혼도 겸비한다. 그 미담이 전해져, 인망이 뛰어난 인격자인 것이 엿보인다. 라우펜을 손자처럼 귀여워하거나, 시험을 탈락한 리히터를 격려하거나, 시험 후에도 같은 파티였던 동료와의 교류가 있다.
어렸을 때 레르넨과 함께 궁정을 맡은 적이 있다. 북부 고원에 고향 마을이 있지만 마흐트의 마법에 의해 마을은 황금향에 삼켜 버린다. 황금화한 고향을 방문하기 위해 황금향의 대결계를 관리하는 일을 레르넨으로부터 이어받았다. '특권'에 의해 제리에로부터 받은 저주의 마법을 물려받아, 한때의 스승인 마흐트와 싸우게 된다. 우여곡절이 있어 일단은 황금이 되어 버리지만, 프리렌의 힘으로 부활을 완수하고 다시 싸움에 임했다. 마지막 싸움에서는 압도적인 격상인 마흐트의 맹공을 받는 것도 어떻게든 견디고, 한순간의 틈을 뚫고 마흐트에 고압축 졸트라크를 발사해 상쇄에 반입한다. 그리고 중상을 입으면서도 힘을 쥐어 짜내 빈사의 마흐트에 머물렀다.
리히터
성우 - 하나와 에이지/윤용식
2급 마법사로 성인 남성. 1차 시험에서는 뎅켄이나 라우펜과 같은 파티. 대지를 조종하는 마법을 특기으로 하고, 멀리서도 볼 수 있을 정도로 거대한 대지의 융기를 일으켰다. 이성적인 실력자이지만, 1차 시험으로 칸네의 물을 조종하는 마법에 패했다. 오이서스트에서 가게를 운영해 가루가 된 페른의 지팡이를 훌륭하게 수리했다.
라우펜
성우 - 이시가미 시즈카/강새봄
3급 마법사 소녀. 미숙하지만 고속으로 이동하는 마법을 특기로 해 한번은 프리렌에서 운철새를 빼앗는 데 성공했다. 1차 시험 후 같은 파티였던 뎅켄에게 손녀처럼 귀여움 받는다.
비어벨
성우 - 타니야마 키쇼/민승우
등장시는 2급 마법사였지만, 후에 1급 마법사가 된다. 고향을 지키고 마왕군 잔당과 싸워 온 북부 마법대의 대장. 웃는 것 같아서 귀찮은 편이 좋고, 정확한 판단력을 가지고 리더십이 뛰어나다.
실전 경험이 풍부한 무투파로 마법을 죽이는 도구라고 생각해, 특권에 의해 강한 마법을 얻기 위해 1급 마법사가 되었다. 본 사람을 구속하는 마법을 특기로 하고, 1급 마법사의 1차 시험에서는 이것을 이용하여 운철조를 포획했다.
어렸을 때 힘멜을 동경했다. 어렸을 때 고향에서 좋아했던 여자아이에 대한 "하심"이 마족과 싸우는 이유라는 것. 매우 젊게 생긴 외모를 하고 있지만, 나이는 30대 중반이다.
예레
성우 - 이토 카나에/이주은
2급 마법사 여자아이로, 1차 시험으로 비어벨이나 샬프와 같은 파티가 된다. 돌을 탄환으로 바꾸는 마법을 사용한다. 마법학교를 수석에서 졸업한 재녀지만 1차 시험에서는 페른의 압도적 물량의 공격 마법 앞에 완패한다.
샬프(샤르프)
성우 - 무라이 유지/황동현
3급 마법사 남성으로, 1차 시험으로 비어벨과 예레와 같은 파티가 된다. 꽃잎을 강철로 바꾸는 마법을 구사해 란트와 대치하지만 그의 분신 마법을 간과하지 못하고 패배했다.
에델
성우 - 쿠로사와 토모요/김윤채
2급 마법사의 여성으로, 1차 시험으로 브라이와 둔스트와 같은 파티가 된다. 전투 능력은 전무하지만, 매우 뛰어난 정신 조작 마법의 스페셜리스트. 2차 시험에서 젠제의 복제체에 습격당했을 때, 수경의 악마가 만들어내는 복제체에 "마음"이 없는 것을 밝혔다.
나중에 레르넨의 의뢰를 받아 황금향의 내부 조사에 협력을 했고, 마흐트에 접한 것만으로 100년분의 기억을 읽는 것에 성공한다. 악수를 통해 자신의 기억을 상대에게 전하는 능력으로 황금향에 관한 정보(기억)를 뎅켄에게 전달했다.
둔스트
성우 - 코바타케 마사후미/임채빈
훌륭한 수염을 보유한 남성 마법사로, 1차 시험으로 에델이나 브라이와 같은 파티가 된다. 2차 시험으로 젠제의 복제체에 습격당하지만 어떻게든 도망쳐 프리렌들과 합류해, 복제체에 “마음”이 없는 것을 전했다.
브라이(블라이)
성우 - 타카하시 신야/석승훈
스킨 헤드의 남성 마법사로, 1차 시험으로 에델이나 브라이와 같은 파티가 된다. 2차 시험으로 젠제의 복제체에 발이 묶여 둔스트를 놓쳤지만, 자신은 시험에서 탈락해 버린다.
메토데
성우 - 우에다 레이나/김가령
1차 시험에서 렌게와 톤과 같은 파티가 된 여성 마법사. 2차 시험에서는 뎅켄 일행과 공투한다. 구속 마법이나 정신 조작 마법을 사용할 수 있지만 프리렌에게는 통하지 않았다. 마력 탐지가 특기로, 마법사로서는 드물게 회복 마법도 사용할 수 있다.
시험에 합격하여 1급 마법사가 되었고, 나중에 게나우와 함께 제리에에서 북부 고원의 마족 토벌을 명령받았다. 전투에 익숙해지고 다재다능이지만 '작은 아이'를 좋아하고, 제리에나 프리렌을 마음에 들어한다.
렝게
1차 시험으로 메토데나 톤과 같은 파티였던, 어린 외모의 여성 마법사. 2차 시험에서는 뎅켄 일행과 동행하지만, 던전의 함정에 걸려 깨끗하게 탈락해 버렸다. 오프는 독서를 하는 경우가 많다.
톤
성우 - 반 타이토/임채빈
1차 시험에서 메토데나 렝게과 같은 파티였던, 남성의 마법사. 2차 시험에서는 뎅켄의 부름에 반발해 단신으로 던전에 숨어도 복제체에 습격되어 탈락한다.

### 대륙마법협회
제리에
성우 - 이세 마리야/정혜원
아득히 옛날부터 살아있는 엘프 여성. 신화 시대의 대마법사이자 플람메의 스승이기도 하다. 약 1000년 전 플람메가 데려온 프리렌과 얼굴을 맞췄다. 인류의 역사상의 거의 모든 마법을 습득한 살아있는 마도서라고 불리며, 전지 전능의 여신에게 가장 가까운 마법사로 평가된다.
반세기 정도 전에 갑자기 역사의 표무대에 나타나 대륙마법협회의 창시자가 된다. 마왕군과의 오랜 전화 시대의 세련된 마법사를 추구하고 1급 마법사의 자리에 앉은 자에게는 "하나만 원하는 마법을 주겠다"는 "특권"을 약속하고 있다.
재능 있는 자나 야심 있는 자를 좋아해, 제자들에게의 애정은 있지만 솔직하게 기분을 전할 수 없는 서투른 일면도 있다. 인류의 마법 개조에 올라간 제자 플람메가 사망했을 때 프리렌에게 엘프와 인간의 시간 감각의 차이를 설득해 "천년에 인간의 시대가 온다"고 예언했다.
마력을 제한한 상태조차 본 사람을 두려워할 정도의 절대적인 마력을 발하고 있다. 일찍이 황금향의 마흐트를 가볍게 다루고 아이 취급하거나, 프리렌을 '나이에 비해 기술의 달콤한 마법사'라고 평가해, 한층 더 플람메를 '실패작'이라고 잘라내는 등, 작중에서도 머리 빠진 실력자인 것을 시사하는 묘사는 많다.
프리렌 일행이 응시한 1급 마법사의 3차 시험에서는 갑자기 시험관을 맡아 직감에 의해 수험자에게 합격 여부를 내렸다. 지금까지 수많은 인간의 제자를 취했지만 모두 제리에의 발밑에도 미치지 못한 채 생을 마감했다.
게나우
성우 - 신가키 타루스케/류승곤
마법 도시 오이서스트의 1급 마법사의 남성으로, 제1차 시험의 시험관을 맡는다. 1급 마법사의 가치를 중시하고 수험자에게 가혹한 시험을 부과하고, 많은 사상자가 나와도 나빠지는 모습은 전혀 없다. 평소보다 불적하고 냉철한 언동이 눈에 띈다.
제리에에서 북부 고원의 마족 토벌을 명령받고 메토데와 행동을 함께 하고, 고향이 마족에게 멸망된 모습을 목격했다. 공방 모두 강력한 흑금의 날개를 조종하는 마법을 사용해, 마법사하면서 접근전을 자랑으로 한다.
슈타르크와의 공투에 의해 신기의 레볼텔과 대치, 중상을 입으면서도 사투를 억제한다. 상처는 메토데의 회복 마법에 의해 치유되었다.
젠제
성우 - 테루이 하루카/김윤채
1급 마법사의 여성으로, 제리에의 측근의 한 사람. 1급 마법사의 제2차 시험의 시험관을 맡는다. 수험자끼리의 싸움이나 무하에 사상자가 나오는 것을 좋아하지 않는 자칭·평화주의자이지만, 과거에 담당한 4회의 시험에서는 1명의 합격자도 내지 않았다.
소녀와 같은 가련한 외형과는 달리 말는 엄격하고, 항상 침착하고 있다. 마력에 의해 자신의 긴 머리카락을 공방자재로 조종하여 매우 높은 전투력을 자랑하지만, 위벨과의 궁합은 최악이다.
레르넨
성우 - 미야우치 아츠시/홍범기
노령의 1급 마법사로 제리에의 측근. 종래에는 제3차 시험의 담당을 맡고 있다. 대마법사 제리에의 제자이며 반세기 전에 제1호의 1급 마법사가 되었다. 또한 2차 시험에서 활약한 탈출용 골렘 개발자이기도 하다.
젤리에에게 '겁쟁이'라고 야유되는 한편, 그 힘은 높게 평가되고 있다. 또, 마법사 시험의 접수 회장에서 한눈에 본 것만으로 프리렌의 마력 제한을 간파하는 등, 능력의 높이는 1급 마법사 중에서도 독보적이다. 스승인 제리에의 마음에서 역사에 이름을 남기기 위해 프리렌을 습격했다. 프리렌의 방어 마법을 파괴하고 손상을 입힐 정도의 힘을 보였지만 프리렌에게는 '시간낭비'라며 손잡기를 거부당했다.
어렸을 때는 궁정무역으로, 동기의 일 동료였던 뎅켄과 우정을 깊게 했다. 세상이 자랑스럽지 않고 궁정을 쫓기게 되지만, 끝까지 망설여준 뎅켄에게 계속 은의를 느끼고 있다. 따라서 뎅켄을 돕기 위해 에델과 함께 황금향 조사를 했다. 황금향내에서는 마흐트에 습격되지만 능숙하게 응전하고 틈을 뚫고 에델에게 마흐트의 기억을 읽게 한 후 골렘을 이용해 철수한다.
팔슈
성우 - 시라이시 켄토/석승훈
1급 마법사의 남성으로, 제3차 시험의 안내역을 맡았다. 시험 회장에서 프리렌을 보았지만, 그 마력 제한을 간파할 수는 없었다.
부르그
과거에 2급 마법사의 시험관을 담당한 1급 마법사의 남성. 방어에 특화된 모든 공격 마법을 통과시키지 않는다고 하는 '부동의 외투'를 몸에 걸리지만, 위벨의 마법으로 외투도 절단되어 사망했다.
타오
북부 고원에서의 전투 경험도 풍부한 1급 마법사. 레르넨에 협력해 복수의 2급 마법사와 함께 황금향의 내부 조사를 했을 때, 마흐트를 만나 동료들도 한순간에 죽였다.
프뤼
2급 마법사 여자. 타오 일행과 함께 황금향 내에서 마흐트와 만나 다른 동료들은 모두 죽임을 당했다. 자신은 어떻게든 도망치고 일의 나름을 레르넨에 보고했지만, 마흐트의 마법에 의해 황금화된다.

### 마족
마왕
마족의 왕으로 적어도 1000년 이상 옛날부터 존재했지만, 용사 일행(힘멜, 프리렌, 하이터, 아이젠)에 토벌되었다. 덧붙여 현재도 대륙 최북단의 엔데에 마왕성이 존재한다.
존명 때는 '인류와의 공존'을 바라며 그 끝에 인류와의 대전쟁을 일으키게 되었다. 격렬한 싸움으로 인류의 인구는 전성시의 3분의 1로 감소하고 마족도 멸종 위기에 빠졌다고 한다.
크발
성우 - 야스모토 히로키/성완경
'부패의 현로'의 이명을 가진 마족으로, 마왕의 부하로서 악역의 한을 다하는 것도, 힘멜 일행에 의해 봉인되었다. 마왕군 중에서도 굴지의 마법사로, 사상 최초의 관통 마법, 졸트라크라고 불리는 사람을 죽이는 마법을 완성시켜, 수많은 모험자나 마법사들이 도망쳐 왔다. 힘멜 일행조차 너무 강했기 때문에 봉인할 수밖에 없었고, 힘멜 자신은 매년처럼 봉인을 확인하러 왔을 정도.
봉인이 풀리는 타이밍에 프리렌과 페른이 토벌에 나서기도, 즉시 현대 마법을 해석해, 약점과 대처법을 짜내는 등, 부패의 현로의 이름에 부끄러운 힘을 보였지만, 최종적으로 프리렌이 사용한 스스로와 같은 졸트라크에 의해 토벌된다.
옥좌의 바자르트
1000년 이상 옛 마왕군의 장군. 군세를 이끌고 당시 엘프의 마을을 멸망했지만 프리렌에게 쓰러졌다.
단두대의 아우라
성우 - 타케타츠 아야나/장미
마왕 직하의 대마족으로, 칠붕현 중 하나. 약 80년 전에 용사 일행과 싸워, 당시는 부하의 대부분을 잃어 소식 불명이 되어 있었지만, 28년 전에 힘을 되찾아 북측 제국과 싸우고 있었다. 화목이라고 칭해 사자의 류그너 일행을 그라나트 백작령에게 보내는 것도, 물론 그것은 거짓말이며, 재침공을 목표로 한다.
마족 중에서도 장수로 500년 이상을 살고 있으며, 자신의 마력에 절대적인 자신감을 가진다. '복종의 천칭'이라는 천칭에 자신과 상대의 마력을 태워 마력이 적은 쪽을 '복종시키는 마법'을 다루고 목이 없는 불사의 군세를 손 조각으로 하고 있었다.
불사의 군세와 함께 자신을 처치하러 온 프리렌과 대치. 프리렌의 마력제어에 의한 은폐를 간파하지 않고 만만치고 천칭을 사용하지만, 실제로는 상대가 훨씬 격상이라고 알고 경악한 나머지 멍해진다. 최후는 자해하라는 명령을 받고 울면서 스스로 목을 베고 사망했다.
류그너
성우 - 스와베 준이치/한신
아우라의 부하. 목회 장교. 인간과의 화목의 사자로서 그라나트 백작령을 방문한다. 언동은 정중하지만, 뒤에서는 거리의 방호 결계를 해제시켜, 아우라의 군세를 초대하기 위해 암약한다. 백작을 돕기 위해 온 페른의 마법을 보면 잊고 있던 프리렌의 얼굴을 떠올린다. 그 후는 '피를 조종하는 마법'을 사용해 페른과 교전한다. 페른이 자랑으로 하는 마법의 속사 기술의 규모에 대해 페른 자신으로부터 느껴지는 마력의 규모가 작은 것에 의심을 품지만, 리니에의 패배에 신경을 받고 마족을 죽이는 마법의 직격을 받아 치명상을 진다. 의심의 끝에, 페른의 보여준 전법이 마력의 규모를 과소평가시켜 방심시킨다는 의견이었던 것, 프리렌도 또한 과거에 같은 싸움 방법을 하고 있었다는 것을 깨닫고, 페른 일행을 비겁한 자 불리면서 토벌된다.
리니에
성우 - 이와미 마나카/이새아
아우라의 부하. 사자 소녀. 마력 탐지가 자랑스럽고 사과를 좋아한다. 드라트가 죽었을 때는 방심했기 때문이라고 고를 뚫고 있었지만, 류그너에게 붙잡힌다. 그 후는 슈타르크와 교전해, 과거에 기억한 상대의 마력을 모방한다고 하는 「모방하는 마법」을 사용해 아이젠의 기술로 그를 놀라게 하는 것도, 그 기술은 아이젠과 비교해 전혀 공격의 무게가 부족하고 있어, 굳이 일격을 몸으로 받아들인 슈타르크의 섬천격을 받아 사망한다.
드라트
성우 - 오오스즈 코우키/김민주
아우라의 부하. 사자 소년. 프리렌을 방해할려고 독단으로 암살을 목격하고, 위병을 살해한 뒤, 마력의 실로 그녀도 시말하려고 습격을 받지만, 양팔을 절단되어 어리석게 돌려 처치를 당해, 사망했다.
신기의 레볼테
4도류를 자랑하는 마족의 장군. 4개의 팔을 들고, 마법으로 만들어낸 4개의 검을 조종한다. 또한 어린 소녀와 같은 외모의 마족을 따를 수 있다. 게나우의 친구를 죽였고, 또한 그의 고향도 멸망했다. 게나우 슈타르크를 상대로 한 사투로 양자에게 중상을 입게 했지만, 최후는 인간의 끈질김에 굴복하여 토벌당했다.
전지의 슐라흐트
과거의 마왕의 복심으로, 천년 후의 미래까지 전망하는 마법을 조종한다. 전 칠붕현과 함께 남쪽 용사를 맞아 쏘았지만, 칠붕현 중 3명은 처치당해 자신도 협박으로 쓰러졌다고 한다.
기적의 그라우잠
칠붕현 중 하나로 마흐트에게 궁합이 최악이었다. 남쪽 용사의 토벌 계획에서 슈라하트와 함께 마흐트 앞에 나타났다. 남쪽 용사와 싸우면 그 싸움에 관한 마흐트의 기억을 지운다. 나중에 힘멜 일행에 쓰러졌다고 생각된다.
불사의 베제
한때 일곱 붕괴의 한 사람. 용사 일행을 강력한 결계 마법으로 갇혔지만 프리렌에게 찢어져 마지막은 힘멜의 불의타에 의해 토벌되었다.
황금향의 마흐트
마왕 부하였던 칠붕현의 마지막 생존. 대륙마법협회가 관리하는 대결계에 의해 스스로가 만들어낸 황금향내에 오랫동안 봉인되어 있었다. 방어나 해제가 불가능한 '저주', 만물을 황금으로 바꾸는 마법(디아고르제)의 사용수. 또한 휴대하는 의복을 무기로 변화시켜 전투에 사용한다.
마족으로서는 온건파로 싸움을 좋아하지 않지만, 일급 마법사를 포함한 정예 마법사의 집단을 순식간에 모두 죽이는 등 거대한 압도적인 전투 능력을 자랑한다. 또한 600년 전에 프리렌을 꺾은 적이 있다. 지금의 프리렌조차 사수를 던질 정도의 굉장한 실력을 가지고 칠붕현으로 최강으로 여겨진다. 옛날, 자신이 멸망한 한 마을의 신부와의 만남이 계기로 인류를 이해하고 싶게 된다. 인류가 가진 '악의'나 '죄악감'이라는 감정을 이해하고 싶다고 생각하고 '인류와의 공존'을 바라며 인류를 살육하는 나날을 보냈다.
우여곡절을 거쳐 약 80년 정도 전에 바이제의 영주 글뤼크가가 안고 있는 마법사가 되어 어린 시절의 뎅켄에게 마법을 가르쳤다. 또 60년 전 '지배의 석환'을 사용한 영주보다 '바이제의 백성과 그 자손들에게 섬기는 것'과 '바이제의 백성에게 악의를 가진 행위를 해서는 안 되는 것'을 명령받았다. 그뤼크와의 주종관계는 30년간에 달했지만, '악의'나 '죄악감'의 개념을 이해할 목적으로 마지막은 바이제도 모두 그루크를 황금화한다. 그 후 젤리에와 싸우는 것이 가볍게 다루어져 동행하고 있던 레르넨 등 일급 마법사들이 만든 대결계에 의해 황금향 내에 봉인되었다.
그 후, 솔리테르의 손에 의해 황금향의 대결계로부터 해방되어, 과거의 제자였던 뎅켄과 싸우게 된다. 전투에서는 뎅켄을 압도했지만, 신경 쓰인 틈에 공격을 받고 치명상을 입는다. 빈사 상태에서 글뤼크과의 재회를 완수한 후, 쫓는 뎅켄에 머물러 찔려 사망했다.
솔리테르
소녀와 같은 외모로 인류에 대해 연구를 하고 있는 변신자의 대마족. 옛날 수렴 진화의 개념과 인간의 마법을 마흐트에게 가르쳤다. '마족과 인류의 공존'의 비참한 결말을 보기 위해 마흐트에 가담해 황금향의 대결계를 파괴한다. '인류와의 공존'을 마족에게 있어서 위험한 사상이라고 파악하고 있어, 마흐트의 생각을 바꾸려 하기도 했다. 또 한때는 마왕과 친교가 있었던 것 같다.
마흐트에 필적하는 강대한 마력을 가지고 오랜 세월을 살면서도 그 이름이 인류 측의 기록에 없는 '무명의 대마족'이다. 그 무명한 곳은 그녀가 그동안 조우해 온 자(인류)를 모두 죽여 왔기 때문이라고 생각된다. 성격은 매우 수다스럽고, '이야기'라고 칭해 질문 비난을 하면서 대치한 자를 지와지와라고 부딪친다. 상궤를 벗어난 견고하고 정밀한 마력 조작 기술을 자랑하고, 마력을 부딪히는 공격이나 고밀도의 마력에 의한 철벽의 방어를 자랑한다.
프리렌이 '마흐트와 동격'이라고 보는 정도의 압도적인 실력자이며, 탐구심도 왕성하고, 아우라가 토벌되었을 때의 잔류 마력을 조사해 프리렌의 마력 제한을 깨고 있었다. 마력을 해방한 진심의 프리렌조차 손에 남을 정도의 힘을 보이지만, 마지막은 방심을 찔러 페른의 손에 의한 초장거리의 고압축 졸트라크의 불의타를 당해 토벌된다.
전섬의 슈레크
마왕이 토벌되어 잠시 후 마왕군의 잔당을 이끌고 바이제를 공격하려고 한 마족의 장군. 마흐트의 손에 의해 시원하게 토벌되었다.

### 그 외의 등장인물
플람메
성우 - 타나카 아츠코/조현정
마법사에 등장하는 전설의 대마법사이며, 인류의 마법의 개조. 지금은 동화의 인물이라고도 해서 존재조차 의심되고 있지만 1000년 정도 전에 실재하고 있어 그 유일한 제자가 프리렌으로 여겨진다. 또한 엘프의 대마법사 제리에의 제자이기도 하다. 지금까지 발견된 그녀의 마도서는 가짜처럼 여겨진다.
과거에 마왕의 명령으로 엘프의 취락이 습격되었을 때, 혼자 살아남은 프리렌을 보호했다. 당시는 마왕군의 장군보다 강한 추적자를 순살할 정도의 실력자로 프리렌에서는 자신보다 훨씬 강한 마법사라고 간파되고 있다. 프리렌처럼 마족을 미워하고 있어 그녀에게 마력을 제한하고 상대를 방심시켜 죽인다는 전투 방법을 전수하고 일생 걸어 마족을 속이라고 전했다. 가장 좋아하는 마법은 "꽃밭을 만드는 마법"이라는 것.
생전에 수기를 쓰고 폴 분지의 어딘가에 남겼다. 그것을 찾아내 읽은 프리렌 일행은, 영혼의 잠자리를 목표로 하게 된다.
크라프트
성우 - 코야스 타케히토/정재헌
슈베어 산맥으로 향하는 도중, 데케 지방의 피난 오두막에서 프리렌 일행이 만난 엘프의 남자. 동족(프리렌)을 만난 것은 300년만이다. 오두막 안에서 반나체로 스쿼트를 하고 있던 모습을 페른에게 목격되어 변태로 오해받았다. 그 후, 눈보라로 저체온의 슈타르크를 따뜻하게 해 구해, 긴 겨울을 넘기 위해서 반년 프리렌 일행과 보낸다. 프리렌과는 여신을 믿고 있다는 몸의 상화를 나누고, 지금 삶의 이별이라고는 생각하지 않는다고 말하고 떠났다.
현재의 직업은 무도승(몽크). 아득히 옛날에 세계를 구하는 위업을 이룬 영웅이었던 것이 시사되고, 석상도 세워지고 있다.
미리알데
엘프 여성에서 한때 프리렌의 지인. 먼 옛날에 '인생을 걸어 찾은 것이, 아무 가치도 없는 쓰레기였다'라고 하는 경험을 한 것 같고, 즉위식 때에 배부된 '황제주'라는 이름의 안주 에 대해, 여가 시간에 '황제주는 최상의 명주이다'라고 하는 거짓말의 비문을 파냈다. 나중에 이것은 패스의 인생을 미치게 된다.
남부의 용사
한때 인류 최강이라고 불리던 용사로 북측 국가 퍼블 마을에 동상이 있다. 단 1년 만에 마왕군의 전위부대를 괴멸시켜 북부 고원 최북단에 집결한 전 칠붕현 및 슈라하트 총 8명을 동시에 상대로 싸운다. 그 중 칠붕현 3명을 토벌하지만, 슈라하트와 상타로 사망했다고 한다.
마왕 토벌의 여행 앞, 프리렌을 파티에 초대하는 것도 거절된 과거가 있다. 미래를 전망하는 마법에 의해 자신의 장절한 최후나 프리렌이 다른 용사(힘멜)와 만남 마왕을 쓰러뜨리는 것을 예견하고 있어 그 일을 프리렌에게 전하고 떠났다.
에비히
현자 에비히라고 불린 인물. 죽은 자의 소생이나 불사의 마법을 연구하고 있었다고 하지만, 프리렌의 해독에 의하면 그의 마도서에 그러한 마법은 적혀 있지 않았다. 신화의 시대에, 마족의 마음을 조종하는 마도구 '지배의 석환'을 만들어냈다.
타케의 할아버지
성우 - 조
오이서스트에 사는 수수께끼의 노인. 수행중인 슈타르크 앞에 나타나서는 언제나 "이거야 무의 경지". 타케의 신수까지 다가갔다. 주님께 가르치는 것은 더 이상 아무것도 없다고 말했다. 프리렌 일행이 오이서스트를 떠날 때 슈타르크를 배웅한다.

## 마법
사람을 죽이는 마법 (졸트라크)
마왕군의 마법사 크발이 개발한 사상 최초의 관통 마법.
예전에는 방어 불능의 관통 마법으로서 맹위를 흔들었지만, 크발의 봉인 후에 정력적인 연구가 행해진 결과 인류의 마법 체계에 통합되어, 마법사라면 누구나가 취급하는 '일반 공격 마법'이라고 불려 있다.
마력의 구, 혹은 마법진으로부터 빔과 같이 띠 모양으로 사출된다. 제어에 의해 궤도를 구부릴 수도 있고, 뒷면이나 측면을 노리고 쏘는 장면을 볼 수 있다.
마족을 죽이는 마법 (졸트라크)
프리렌에 의해 마족을 죽이는 것에 특화한 개량이 베풀어진 사람을 죽이는 마법. 프리렌에서 페른으로도 전수되고 있다.
일반 공격 마법으로서 이름을 말하지 않고 사용되고 있는 것이 대부분이지만, 마족을 향해 발사할 때에는 명기된다.
방어 마법
육각형의 투명한 벽을 형성하고 공격을 막는 마법. 마법, 물리의 어느 것에도 내성이 있지만, 특히 마법에 대해 강한 내성을 가진다. 현대의 방어 마법은 사람을 죽이는 마법을 해석한 결과 개발된 것으로, 마법에 동조해 위력을 분산시키는 술식이 되었다.
여러 개의 육각형을 조합함으로써 벽상이나 구상, 또는 그 일부를 전개할 수 있어 자유롭게 방어 범위를 조종할 수 있다.
술식으로서는 고도의 것으로 마력의 소비도 격렬하다고 되어, 많은 마법사는 필요 최소한의 분만을 형성해 방어하도록 하고 있다.
방어 마법만으로 대부분의 공격 마법은 막을 정도의 방어 성능을 가지는 한편, 물리적인 방어 성능은 마물이나 전사의 공격을 막는 정도의 것으로 강대한 물리 공격에 의해 파괴된다. 이 때문에 현대의 공격 마법은 마력에 의해 물질을 조종하는 것이 주류가 되고 있다고 한다.
비행 마법
대상을 공중에 띄워 날린다. 자신에게 사용하여 하늘을 날 수 있다.
마족의 마법술식을 그대로 전용한 것으로, 원리가 해명되지 않았기 때문에 인체보다 큰 것은 약간의 시간밖에 날 수 없다.
본 자를 구속하는 마법 (솔가닐)
비어벨, 위벨이 사용. 상대의 신체와 마력의 조작을 봉하는 강력한 구속 마법이지만, 상대의 전신을 시야에 넣지 않으면 사용할 수 없다.
대체로 뭐든지 자르는 마법 (레일자이덴)
위벨이 사용. 술자가 끊어진다고 생각한 것은 무엇이든 끊어지지만, 끊을 수 없다고 생각한 것은 전혀 끊을 수 없다.
돌을 탄환으로 바꾸는 마법 (드라가테)
예레가 사용.
꽃잎을 강철로 바꾸는 마법 (쥬베라드)
샬프가 사용.
대지를 조종하는 마법 (발그란트)
리히터가 사용. 지면을 융기시켜 직접 공격을 하거나 방벽을 만든다.
얼음 화살을 날리는 마법(네프티아)
라비네가 사용.
물을 다루는 마법 (림슈트로어)
칸네가 사용.
회오리바람을 일으키는 마법 (발드고제)
뎅켄이 사용.
바람을 불길로 바꾸는 마법 (다우스 도르그)
뎅켄이 사용. 회오리바람을 일으키는 마법과 함께 불길의 토네이도를 만들어냈다.
심판의 빛을 발하는 마법 (카타스트라비아)
뎅켄이 사용. 첨단이 십자가가 된 빛의 화살을 발한다.
파멸의 번개를 쏘는 마법 (주드라질룸)
프리렌이 사용.
지옥의 불길을 내뿜는 마법 (보르잔베르)
프리렌이 사용.
흑금의 날개를 조종하는 마법 (디가드나흐트)
게나우가 사용. 흑금의 날개는 직접의 참격이나 방어 외에 날개를 날린 원거리 공격도 가능.

### 민간 마법
작중에서 정의에 대해서는 언급되지 않았지만, 전투 이외의 용도에 사용되는 마법이라고 생각된다.
꽃밭을 만드는 마법
프리렌과 그의 스승 플람메가 제일 좋아한다고 공언하는 마법. 프리렌에게 플람메와 힘멜과의 연결의 의미를 가진 마법이며, 작중의 회상에 자주 등장한다.
고속으로 이동하는 마법 (질베어)
라우펜이 사용. 마법을 사용한 프리렌의 아래에 즉시 도달했기 때문에 어느 정도의 거리에서도 이동할 수 있다고 보인다.
새를 잡는 마법
사냥을 생업으로 하는 일족이 짜낸 마법. 새에 근사하는 것이라면 마물에서도 구속할 수 있고 강력한 구속력이 있다. 그러나 사거리가 50cm로 짧다.
보물 상자를 판별하는 마법 (미크하이트)
보물상자가 미믹인지 아닌지를 99%의 정밀도로 판별한다.
목숨을 걸고 보물창고 문을 닫는 마법
수경의 악마가 만들어낸 프리렌의 복제체가 사용. 민간 마법 중에서도 톱 클래스의 봉인 마법으로, 술자가 죽을 때까지 결코 문은 열리지 않는다.
안개를 걷어내는 마법(에릴프라테)
메토데가 사용. 신기의 레볼테의 부하의 마족이 만들어낸 안개를 걷어낸다.
옷의 더러움을 말끔히 없애는 마법
페른이 1급 마법사의 특권으로 제리에에게 받았다. 옷을 깨끗하게 한 데다, 좋은 향기도 나게 된다. 프리렌 왈, 신화의 시대에 존재했다고 하는 전설급의 마법.
따뜻한 차가 나오는 마법, 동상의 녹을 깨끗이 취하는 마법, 달콤한 포도를 신선 포도로 바꾸는 마법, 옷이 비쳐 보이는 마법, 바닥 없이 늪에서 빼내는 마법, 잃어버린 장식품을 찾는 마법, 곰팡이를 소멸시키는 마법, 끈질긴 기름 더러움을 취하는 마법, 달걀을 깨면 껍질이 들어가지 않게 되는 마법, 빠른 말을 씹지 않고 말할 수 있게 되는 마법, 팬케이크를 잘 뒤집는 마법, 등의 가려운 부분을 긁는 마법, 빨간 사과를 녹색 사과로 바꾸는 마법
모두 프리렌이 취미로 모은 마법. 사람 도움의 보상이나 프리렌을 아는 인물로부터의 협상에 의해 얻은 것이 대부분.

### 마족의 마법
피를 조종하는 마법 (발테리에)
류그너가 사용. 피에 마력을 담아 조종하고 있는 것으로 보인다.
피를 복수의 촉완과 같이 형성하여 절단이나 자돌 공격을 한다.
모방하는 마법 (에어파젠)
리니에가 사용. 사람이 움직이고 있을 때의 체내의 마력의 흐름을 기억해, 움직임을 모방한다.
슈타르크와의 전투 때 이전에 기억한 아이젠의 움직임을 모방해 싸웠다.
복종시키는 마법 (아제리유제)
단두대의 아우라가 사용. 자신과 상대의 영혼을 '복종의 천칭'에 올려 더 큰 마력을 가진 사람이 그 상대를 영원히 복종시킨다.
자신 쪽이 마력이 적으면 자신이 상대에게 복종하게 되는 양날의 검이라고 말할 수 있는 마법.
안개를 조종하는 마법 (네베라도라)
신기의 레볼테의 부하의 마족이 사용. 마력을 담은 안개는 약간의 마력에도 반응하는 성질을 가진다.
공격을 회오리 바람으로 바꾸는 마법(메드로쥬발트)
신기의 레볼테의 부하의 마족이 사용. 검격 사거리를 확장하기 위하여 이용하고 있다.
만물을 황금으로 바꾸는 마법 (디아고르제)
황금향의 마흐트가 사용. 북부 평원의 성벽 도시 바이제를 순식간에 황금으로 바꾸고, 술자가 봉인된 현재도 그 범위를 확대하고 있다.

### 여신의 마법
여신의 삼지창
자인이 사용. 빛의 화살을 3개 동시에 사출한다.
각성의 해주
자인이 사용. 혼돈 꽃의 저주 잠에서 프리렌을 깨웠다. 자인 왈, 혼돈 꽃의 저주에 대한 효과 시간은 5초.
질병을 판별하는 마법
정식 명칭은 불명. 북측 국가 오펜 군봉에서 페른이 컨디션을 무너뜨렸을 때 프리렌이 사용.

## 용어

### 지명·조직
영혼이 잠든 땅(오레올)
프리렌 일행의 최종 목적지. 대마법사 플람메의 수기에 의하면, 이 세계의 사람들로부터는 천국이라고 불리는 영혼이 모이는 장소에서, 죽은 자와의 대화를 할 수 있다고 한다. 위치는 마왕성이 있는 대륙 최북단의 엔데. 힘멜과 대화를 하기 위해 일행이 지향하는 땅이 되었다.
대륙마법협회
약 50년전에 대마법사 제리에가 설립한 조직으로, 마법사의 자격 인정 등을 실시한다. 슈타르크로부터 그 존재를 가르친 프리렌에게는 첫 귀였다(그녀에게서 하면 오랜 세월의 경과로 마법을 관리하는 단체가 잇달아 바뀌기 때문에, 기억할 수 없는 모양). 무자격의 경우는 어둠 마법사 불린다. 5급에서 1인분이 되어, 마법사의 총수는 5급 이상이 600명, 그 이하를 포함한 전체로는 2000명으로 된다.
오이서스트
북측 제국 큐어 지방에 있는 제국 최대의 마법도시. 프리렌이 1급 마법사가 되기 위한 시험을 받으러 왔다. 1급시험은 3년에 한번밖에 개최되지 않고, 이 거리의 대륙마법협회 북부지부나 성도 스트랄의 본부에서만 응시할 수 있다. 프리렌은 마법 도시조차 마법사를 별로 보이지 않기 때문에 100년 전 무렵에 비해 수가 줄었다고 느꼈다.
북부 고원
수많은 마물이나 마족이 서식하는 매우 위험한 지역에서 외부에서 침입할 때에는 1급 마법사의 동행이 의무화되어 있다.
바이제
북부 고원 바이제 지방에 있는 성채 도시. 글뤼크가가 영주로 다스렸지만 50년 전에 칠붕현 중 하나인 황금향 마흐트의 손으로 도시 전체가 황금으로 바뀌어 버려 현재는 대륙마법협회가 결계로 봉인한 도시관리 하고있다.

### 종족·생물
엘프족
프리렌 출신 종족. 수명이 엄청나게 긴 것이 특징. 수는 적고, 엘프(프리렌)를 태어나 처음으로 보았다고 하는 사람도 거친다. 프리렌 자신도 크라프트를 만날 때까지는 동족을 본 것은 400년 이상 전이라고 말하고 있으며, 엘프는 연애 감정과 생식 본능이 누락되어 있기 때문에 멸종이 가까운 것이 아닐까 생각하고 있다.
드워프족
아이젠의 출신 종족. 인간보다 훨씬 몸집이 작은 체격이지만 체력·힘이 뛰어나고 육체의 완강도도 특징으로 전사의 직업에 종사하는 사람이 많다. 엘프만큼은 아니지만 수명은 인간보다는 길고 평균 수명은 300년 정도인 것 같다. 또한 '영혼이 사후 다가가는 곳은 없다'는 독특한 사생관을 가진다.
마족
인식의 포식자인 인류의 적. 대마법사 플람메는 말을 하는 마물을 '마족'이라고 명명했다. 가족이라는 개념이나 육아의 습관이 없기 때문에 탄생 직후부터 천애 고독에 보내고 긴 수명 속에서 하나의 마법 연구에 평생을 바친다고 한다. '사람의 목소리 흉내를 낼 뿐의 말이 통하지 않는 맹수'라는 프리렌의 판막대로 사고 형태는 인간과는 크게 다르고, 인간의 감정을 이해할 수 없고, 말로 사람을 속이고 방심하게 하는 일을 상처 수단으로 하고 있다.
'강력한 마력을 가진 강자야말로 위대하다'라는 실력주의적인 사회를 형성하고 있어, 마력이 지위나 재산에 상당하고, 또한 존엄과 자랑이라고 하는 생각을 갖기 때문에, 마력 제한을 한다는 발상을 가지지 않고, 또 가질 수 없다.
운철조
일급 마법사의 1차 시험으로 소재가 된 새. 매우 튼튼하고 최대 비행 속도는 음속을 넘어, 더욱 경계심이 강하고 마력에 민감하기 때문에, 포획하는 것은 매우 곤란하다.

### 그 외의 용어
저주
마물이나 마족이 사용하고 인류가 아직 해명되지 않은 마법. 사람을 재우거나 돌로 만든다. 인류의 마법 기술에서는 원리도 해제 방법도 불명하지만 유일하게 성직자가 사용하는 여신의 마법만은 별개로 저주에 대처할 수 있다(성직자 자신은 여신의 가호가 있기 때문에 저주가 효과가 어렵다).
여신의 마법
경전에 기록된 마법. 성전 소지자이자 자질이 없으면 잘 다룰 수 없고, 그 원리도 저주처럼 알 수 없다.
봉마광
마법을 무효화하는 힘을 가진 광석. 그 순도에 따라 무효화할 수 있는 범위가 달라진다. 또, 마력을 담을 수 있으면 빛나는 성질이 있어, 담은 마력이 강할수록 강하게 빛난다. 매우 희소하고 자갈 정도의 크기에서도 금화 몇 장은 쓸데없는 정도의 가치가 있지만, 최대급의 경도를 가지기 위해 채굴이나 가공은 지극히 어렵다.
성설 결정
북부 고원의 슈마르 설원에서 채굴되는 광물. 마법약의 원료가 되지만, 거의 발견되지 않고, 흉포한 마물이 우뚝 솟는 위험지대에 광맥이 있기 때문에, 귀중품으로서 고가로 거래되고 있다. 프리렌 일행이 모험자의 야영지를 방문했을 때는 광맥 보호를 위한 마물 퇴치와 대인결계의 설치를 맡았다.

## 사회적 평가·수상
애니메이션 방송 전 2023년 9월 시점에서 단행본의 누계 발행 부수는 1000만 부를 돌파했다.
2024년 3월 시점에서 전자판을 포함한 코믹스의 누계 발행 부수는 2000만 부를 돌파했다. 2020년 이후는 복수의 만화상 수상과 만화 관련의 랭킹에 이름을 들고 있다.

### 비평적 반응
《애니메 뉴스 네트워크》의 레베카 실버만은 1권에 A- 등급을 부여했다. 실버만은 프리렌이 동료들보다 오래 살면서 인간 세계와 자신의 감정을 이해해야 하는 상황에 처하게 되는 설정이 "판타지 장르에 대한 흥미로운 해석"이라고 호평했다. 다만 그는 작품의 그림체가 "이야기의 정서적 깊이를 충분히 표현하지는 못한다"고 평했다. 같은 매체의 리처드 아이젠바이스는 시리즈의 2권을 호평하며 "정서적인 이야기와 인간 본성에 대한 깊이 있는 주제 탐구를 모두 보여준다"고 말했다. 그는 또한 만화의 4권과 5권에 대해 "웅장한 전투뿐만 아니라 캐릭터 발전과 세계관 구축까지 담아낸 액션의 절정이다. 독자의 감성을 직접적으로 자극하는 작은 일화들"이라고 평했다. 《UK 애니메 네트워크》의 로스 록슬리는 이 작품이 판타지 장르에 대한 흥미로운 해석이라고 보았으며, 주인공이 팀원들의 유산을 계승하려 노력하는 과정에서 관계를 탐구한다는 점에서 《불멸의 그대에게》와 주제적 유사성이 있다고 평했다.
《시퀀셜 타트》의 울펜 문도터는 1권에 10점 만점에 9점을 부여했다. 문도터는 "D&D식 모험가 파티"가 등장하는 전제에도 불구하고 일상적인 서사의 성격이 돋보인다고 강조했으며, 캐릭터 간 상호작용과 작화를 칭찬하며 다음과 같이 결론지었다. "전투 장면에서 벗어나 좀 더 평온하고 사색적인 작품을 찾는다면, 이 만화가 독자의 기대에 부응할 것이다! 또한 떠나간 이들의 추억을 기리고 상실의 아픔을 다루는 아름다운 이야기이기도 하다." 같은 매체의 시나 맥닐은 1권에 7점을 부여했다. 맥닐은 "모험이 끝난 후 파티원들에게 무슨 일이 일어나는가?"라는 설정이 흥미롭다고 평했으며, 프리렌이 "무심한 태도에서 벗어나려" 고심하고 "아름답고 의미심장한 순간, 달콤쓸쓸한 순간, 행복한 순간"을 경험하는 모습도 호평했다. 또한 그는 이 시리즈의 페이스와 분위기를 《하이바네 연맹》과 비교했다. 《팬덤 포스트》의 안토니오 미렐레스는 이 작품을 2021년 최고의 만화 6위로 선정했다. 그는 다음과 같이 썼다. "시간은 누구도 기다려주지 않는다는 말이 진부할 수 있지만, 이 만화에서는 그 말이 가슴에 와닿는다. 발견할 것은 언제나 더 있고, 프리렌은 시간이 흐르는 동안 그 교훈을 배워야 한다. 현재의 순간을 온전히 즐기라는 달콤하면서도 냉혹한 메시지다." 《오타쿠 USA》의 카라 데니슨은 《반지의 제왕》과 다른 판타지 시리즈들을 언급하며, 서사에 호소력을 더하는 작화와 인간성의 묘사를 긍정적으로 평가했다.
| 발표년 | 수상                                                | 부문                                 | 결과      |
| ------ | --------------------------------------------------- | ------------------------------------ | --------- |
| 2020년 | 이 만화가 대단하다! 2021                            | 남자편                               | 2위       |
| 2021년 | 전국 서점원이 선택한 추천 코믹 2021                 |                                      | 2위       |
| 2021년 | 출판사 코믹 담당이 선택한 추천 코믹 2021            |                                      | 3위       |
| 2021년 | 신간 만화 대상 2021 Presented by 도쿄 만화 리뷰어스 |                                      | 2위       |
| 2021년 | 제1회 ebook japan 만화대상                          |                                      | 2위       |
| 2021년 | 만화대상 2021                                       |                                      | 대상      |
| 2021년 | 제25회 데즈카 오사무 문화상                         |                                      | 신생상    |
| 2021년 | 제45회 코단샤 만화상                                | 소년 부문                            | 최종 후보 |
| 2021년 | 제5회 모두가 선택하는 TSUTAYA 코믹 대상             |                                      | 5위       |
| 2021년 | 다음에 올 만화대상 2021                             | 만화 부문                            | 3위       |
| 2021년 | 이 만화가 대단하다! 2022                            | 남자편                               | 6위       |
| 2022년 | 제46회 코단샤 만화상                                | 소년 부문                            | 최종 후보 |
| 2023년 | 라쿠텐 Kobo 전자책 Award2023                        | 세계에 전달하고 싶다! 푸시 코믹 부문 | 1위       |
| 2023년 | 독자가 선택 읽는 것이 좋았던 만화 랭킹 2023 BEST30  |                                      | 1위       |
| 2023년 | 13년간 읽은 책 TOP10                                |                                      | 1위       |
| 2024년 | 제69회 쇼가쿠칸 만화상                              |                                      | 수상      |
| 2024년 | 제48회 코단샤 만화상                                | 소년 부문                            | 수상      |

## 서지 정보
- 야마다 카네히토(원작) / 아베 츠카사(작화) 《장송의 프리렌》 쇼가쿠칸 〈소년 선데이 코믹스〉
  1. 2020년 8월 18일 발매[49][50], ISBN 978-4-09-850180-9
  2. 2020년 10월 16일 발매[51][52], ISBN 978-4-09-850181-6
  3. 2020년 12월 18일 발매[53][54], ISBN 978-4-09-850285-1
  4. 2021년 3월 17일 발매[55][56], ISBN 978-4-09-850490-9
  5. 2021년 7월 16일 발매[57], ISBN 978-4-09-850634-7
  6. 2021년 11월 18일 발매[58][59], ISBN 978-4-09-850728-3
  7. 2022년 3월 17일 발매[60][61], ISBN 978-4-09-850876-1
  8. 2022년 6월 17일 발매[62][63], ISBN 978-4-09-851148-8
  9. 2022년 9월 15일 발매[64][65], ISBN 978-4-09-851260-7
  10. 2023년 3월 16일 발매[66], ISBN 978-4-09-851771-8
  11. 2023년 9월 15일 발매[67], ISBN 978-4-09-852769-4
  12. 2023년 12월 18일 발매[68], ISBN 978-4-09-853030-4
  13. 2024년 4월 17일 발매, ISBN 978-4-09-853233-9

## TV 애니메이션
2022년 9월에 애니메이션화가 발표되었다. 2023년 9월부터 2024년 3월까지 닛폰 TV 등에서 연속 2쿨로 방송되었다. 첫회(제1화~제4화)는 〈~여행의 장~〉으로서 2023년 9월 29일에 《금요 로드쇼》에서 2시간 스페셜로 방송되었다. 제5화 이후는 닛폰 TV의 새 애니메이션 시간대 브랜드인 'FRIDAY ANIME NIGHT'에서 10월 6일부터 2024년 3월 22일까지 방송되었다.

### 스태프
- 원작 - 야마다 카네히토, 아베 츠카사
- 감독 - 사이토 케이이치로
- 시리즈 구성·각본 - 스즈키 토모히로
- 캐릭터 디자인 - 나가사와 레이코
- 컨셉 아트 - 요시오카 세이코
- 마물 디자인 - 하라시나 다이키
- 액션 디렉터 - 이와자와 토오루
- 연출 치프 - 키타가와 토모야(제2쿨)
- 디자인 웍스 - 미노시마 아야카, 야마자키 에미, 토다마., 나가사카 케이타, 카메자와 란, 마츠무라 요시코, 타카세 마루
- 미술 감독 - 타카기 사와코
- 미술 설정 - 스기야마 신지
- 색채 설계 - 오오노 하루에
- 3DCG 디렉터 - 히로즈미 시게노리
- 촬영 감독 - 후시하라 아카네
- 편집 - 키무라 카시코
- 음향 감독 - 하타 쇼지
- 음악 - Evan Call
- 음악 프로듀서 - 아리마 유이
- 음악 디렉터 - 이케다 타카히로
- 음악 제작 - 도호 뮤직, 미라클 버스
- 치프 프로듀서 - 타카하시 아츠시, 타케이 카츠히로
- 프로듀서 - 타구치 쇼이치로, 시카마 타이스케, 이와사 나오키, 타구치 아유리, 이토 유코, 아오키 하루카, 키쿠치 루리코
- 애니메이션 프로듀서 - 후쿠시 유이치로, 나카메 타카시
- 애니메이션 제작 - 매드하우스
- 제작 - 장송의 프리렌 제작위원회

### 주제가
용사(勇者)
YOASOBI에 의한 제1쿨 오프닝 테마. / 작사·작곡·편곡 - Ayase
맑은 날(晴る)
요루시카에 의한 제2쿨 오프닝 테마. / 작사·작곡·편곡 - n-buna
bliss
milet에 의한 첫회(제1화~제4화) 스페셜 특별 엔딩 테마, 제11화 삽입곡. / 작사 - milet / 작곡·편곡 - Evan Call
Anytime Anywhere
milet에 의한 엔딩 테마. / 작사 - milet / 작곡 - milet, 노무라 요이치로, 나카무라 다이스케 / 편곡 - Evan Call

### 방영 목록
| 화수   | 제목                                                         | 그림 콘티                                         | 연출                                          | 작화 감독                                                                                  | 총작화 감독                               | 방송일          |
| ------ | ------------------------------------------------------------ | ------------------------------------------------- | --------------------------------------------- | ------------------------------------------------------------------------------------------ | ----------------------------------------- | --------------- |
| 제1화  | 冒険の終わり 모험의 끝                                       | 사이토 케이이치로                                 | 츠지 아야카                                   | 나가사와 레이코                                                                            | -                                         | 2023년 9월 29일 |
| 제2화  | 別に魔法じゃなくたって… 딱히 마법이 아니어도…                | 키타가와 토모야                                   | 키타가와 토모야                               | 미노시마 아야카                                                                            | 나가사와 레이코                           | 2023년 9월 29일 |
| 제3화  | 人を殺す魔法 사람을 죽이는 마법                              | 하라시나 다이키                                   | 하라시나 다이키                               | 하라시나 다이키                                                                            | 나가사와 레이코                           | 2023년 9월 29일 |
| 제4화  | 魂の眠る地 혼이 잠드는 땅                                    | 카와지리 요시아키                                 | 마츠이 켄토                                   | 츠지 아야카                                                                                | 나가사와 레이코                           | 2023년 9월 29일 |
| 제5화  | 死者の幻影 죽은 자의 환영                                    | 시미즈 켄이치                                     | 모리 코타                                     | 나가사와 레이코 하라시나 다이키 야마자키 에미 세구치 이즈미                                | 나가사와 레이코                           | 10월 6일        |
| 제6화  | 村の英雄 마을의 영웅                                         | 이와자와 토오루                                   | 이와자와 토오루                               | 히로에 케이스케 타카세 마루                                                                | 나가사와 레이코                           | 10월 13일       |
| 제7화  | おとぎ話のようなもの 옛날이야기 같은 것                      | 우치다 나오토 코지마 케이스케                     | 코지마 케이스케                               | 사이타마 노리히토 이노 료코                                                                | 나가사와 레이코                           | 10월 20일       |
| 제8화  | 葬送のフリーレン 장송의 프리렌                               | 키타가와 토모야                                   | 키타가와 토모야                               | 사토 아야카 나가사와 레이코 코바시 히로유키 야마자키 에미                                  | 나가사와 레이코                           | 10월 27일       |
| 제9화  | 断頭台のアウラ 단두대의 아우라                               | 후지모토 코키                                     | 후지모토 코키                                 | 나가사카 케이타                                                                            | 나가사와 레이코                           | 11월 3일        |
| 제10화 | 強い魔法使い 강한 마법사                                     | 카리야 노부히데                                   | 카리야 노부히데 이소카와 카즈마사             | 츠지 아야카 나가사카 케이타 하마다 쿠니히코                                                | 나가사와 레이코                           | 11월 10일       |
| 제11화 | 北側諸国の冬 북부 제국의 겨울                                | 사이토 케이이치로                                 | 마츠이 켄토 후지이 쿠니오                     | 요시카와 신이치                                                                            | 나가사와 레이코                           | 11월 17일       |
| 제12화 | 本物の勇者 진짜 용사                                         | 카와사키 요시키                                   | 카와사키 요시키                               | 하라시나 다이키 타카세 마루 나가사카 케이타 나가사와 레이코                                | 나가사와 레이코                           | 11월 24일       |
| 제13화 | 同族嫌悪 동족 혐오                                           | 카와지리 요시아키                                 | 나토리 타카히로                               | 林怡君 이시이 시즈쿠                                                                       | 나가사와 레이코                           | 12월 1일        |
| 제14화 | 若者の特権 젊은이의 특권                                     | 이이노 신야                                       | 이이노 신야                                   | 아라이 히로토시 리카                                                                       | 나가사와 레이코                           | 12월 8일        |
| 제15화 | 厄介事の匂い 성가신 일의 냄새                                | 세구치 이즈미                                     | 아사카 모리오 이소카와 카즈마사 세구치 이즈미 | 세구치 이즈미 나가사카 케이타                                                              | 나가사와 레이코                           | 12월 15일       |
| 제16화 | 長寿友達 오랜 친구                                           | 모리 코타                                         | 모리 코타                                     | 사와다 히데히코 타나카 다이키 히로에 케이스케 아라이 히로토시                              | 나가사와 레이코                           | 12월 22일       |
| 제17화 | じゃあ元気で 그럼 건강해라                                   | 카와지리 요시아키                                 | 키무라 타쿠 유토쿠 하루카                     | 노자와 카렌 카토 마유코                                                                    | 나가사와 레이코                           | 2024년 1월 5일  |
| 제18화 | 一級魔法使い選抜試験 1급 마법사 선발 시험                    | 키타가와 토모야                                   | 안도 켄                                       | 이시이 시즈쿠 쿠도 신야 林怡君                                                             | 나가사와 레이코                           | 1월 12일        |
| 제19화 | 入念な計画 공들인 계획                                       | 무로이 후미에                                     | 무로이 후미에                                 | 슈토 타케오 시마다 사토시 키타지마 유키                                                    | 나가사와 레이코                           | 1월 19일        |
| 제20화 | 必要な殺し 필요한 살인                                       | 카와사키 요시키                                   | 카와사키 요시키                               | 하마다 쿠니히코 나가사카 케이타                                                            | 나가사와 레이코                           | 1월 26일        |
| 제21화 | 魔法の世界 마법의 세계                                       | 모리 코타 사이토 케이이치로                       | 모리 코타                                     | 요시카와 신이치                                                                            | 나가사와 레이코                           | 2월 2일         |
| 제22화 | 次からは敵同士 다음부터는 적                                 | 나토리 타카히로                                   | 나토리 타카히로                               | 林怡君 스즈키 아야노 이시이 시즈쿠 야마구치 야스노리 쿠도 신야 이은영 김동 아라이 히로토시 | 나가사와 레이코 타카세 마루 후지나카 유리 | 2월 9일         |
| 제23화 | 迷宮攻略 던전 공략                                           | 쿠보 유스케                                       | 이소카와 카즈마사                             | 츠지 아야카                                                                                | 나가사와 레이코                           | 2월 16일        |
| 제24화 | 完璧な複製体 완벽한 복제체                                   | 하라시나 다이키                                   | 카키타 하야토                                 | 하라시나 다이키                                                                            | 나가사와 레이코                           | 2월 23일        |
| 제25화 | 致命的な隙 치명적인 허점                                     | 키타가와 토모야                                   | 키타가와 토모야                               | 八重樫優翼 코바시 히로유키 나가사카 케이타 요시카와 신이치                                 | 나가사와 레이코                           | 3월 1일         |
| 제26화 | 魔法の高み 마법의 정점                                       | 사이토 케이이치로 하라시나 다이키 이와자와 토오루 | 모리 히로타카                                 | 히로에 케이스케 세구치 이즈미 아라이 히로토시 야에가시 유스케                              | 나가사와 레이코                           | 3월 8일         |
| 제27화 | 人間の時代 인간의 시대                                       | 카리야 노부히데                                   | 임가희                                        | 카리야 노부히데 요시다 카나코 후지나카 유리                                                | 나가사와 레이코                           | 3월 15일        |
| 제28화 | また会ったときに恥ずかしいからね 다시 만났을 때 쑥스러우니까 | 사이토 케이이치로                                 | 사이토 케이이치로                             | 타카세 마루 하라시나 다이키 요시카와 신이치                                                | 타카세 마루                               | 3월 22일        |

### BD / DVD
| 권 | 발매일          | 수록화          | 규격품번   | 규격품번   |
| 권 | 발매일          | 수록화          | BD         | DVD        |
| -- | --------------- | --------------- | ---------- | ---------- |
| 1  | 2024년 1월 24일 | 제1화 - 제4화   | TBR-34046D | TDV-34053D |
| 2  | 2024년 2월 21일 | 제5화 - 제8화   | TBR-34047D | TDV-34054D |
| 3  | 2024년 3월 20일 | 제9화 - 제12화  | TBR-34048D | TDV-34055D |
| 4  | 2024년 4월 17일 | 제13화 - 제16화 | TBR-34049D | TDV-34056D |
| 5  | 2024년 5월 22일 | 제17화 - 제20화 | TBR-34050D | TDV-34057D |
| 6  | 2024년 6월 19일 | 제21화 - 제24화 | TBR-34051D | TDV-34058D |
| 7  | 2024년 7월 17일 | 제25화 - 제28화 | TBR-34052D | TDV-34059D |

### 사운드트랙
| 발매일           | 타이틀                                                         | 규격            | 수록곡 |
| ---------------- | -------------------------------------------------------------- | --------------- | --- |
| 2023년 12월 22일 | TVアニメ『葬送のフリーレン』Original Soundtrack〜Pre-release〜 | 인터넷 스트리밍 | 1. Journey of a Lifetime ~ Frieren Main Theme 2. The End of One Journey 3. A Well-Earned Celebration 4. For 1000 Years 5. One Last Adventure 6. Farewell, My Friend 7. Departures 8. Time Flows Ever Onward 9. Grassy Turtles and Seed Rats 10. Where the Blue-Moon Weed Grows 11. Fear Brought Me This Far 12. Zoltraak |

### 미니 애니메이션
미니 애니메이션 《장송의 프리렌 ~●●의 마법~》(葬送のフリーレン 〜●●の魔法〜)가 2023년 10월 11일부터 공식 유튜브 「TOHO animation 채널」, 트위터, 틱톡에서 부정기로 업로드되었다.

#### 스태프 (미니 애니메이션)
- 원작 - 야마다 카네히토, 아베 츠카사
- 기획 - TOHO animation
- 캐릭터 디자인 - 메바치(めばち)
- 음악 - Evan Call
- 애니메이션 제작 - TOHO animation STUDIO
- 기획 협력 - 매드하우스
- 제작 - 장송의 프리렌 제작위원회

### 관련 프로그램
장송의 프리렌×ZIP! 대망의 애니메이션화! 매력 해부 SP
텔레비전 애니메이션 본방송 전인 2023년 9월 24일에 닛폰 TV에서 방송된 《ZIP!》와 콜라보한 특별 프로그램이다. 그 후 일부 지역을 제외한 닛폰 TV 계열 각 방송국에서도 순차적으로 방송되었다. 이 프로그램의 코너 '?요미토쿠!' 특별판으로, 작품의 내용이나 제작 현장의 모습이 공개되었다. 출연은 미우라 아사미(닛폰 TV 아나운서). 인터뷰 출연은 카마이타치, 와카츠키 유미, 타네자키 아츠미(프리렌 역), 이치노세 카나(페른 역), 코바야시 치아키(슈타르크 역), YOASOBI(OP 아티스트), milet(ED 아티스트).
장송의 프리렌 ~토크의 마법~
2023년 9월 27일부터 유튜브 'TOHO animation 채널'에서 부정기적으로 배포 중인 웹 프로그램이다. '라디오풍 프로그램'이라고 이름을 붙이고 있으며, 각 회 다른 출연자가 작품에 대해 라디오 형식으로 말해 간다. 특별판으로, 생방송 특집 방송이 방송되는 경우도 있다.
| 닛폰 TV 계열 FRIDAY ANIME NIGHT | 닛폰 TV 계열 FRIDAY ANIME NIGHT | 닛폰 TV 계열 FRIDAY ANIME NIGHT            |
| 이전 작품                       | 작품명                          | 다음 작품                                  |
| ------------------------------- | ------------------------------- | ------------------------------------------ |
| -                               | 장송의 프리렌(제1기)            | 전생했더니 슬라임이었던 건에 대하여(제3기) |

### 내용주
1. ↑  11권 시점에서 인류 측에서는 불리지 않았다. 인류 측에서는 '용사 파티의 마법사'나 '마지막 대마법사(5권 P.137)'등이라고 불리고 있다.
2. ↑  하지만 그 외 마법 기술이 높기 때문에 별 문제가 되지 않는다.
3. ↑  살면서 자신보다 마력이 낮은 마법사에게 진 적이 11번 있다(상대방 내역은 인간 6명, 마족 4명, 엘프 1명).
4. ↑  후세에는 힘멜이 정말 용사의 검을 뽑았다고 전해지고 있다.
5. ↑  한국어판(자막, 더빙 둘 다)에서는 촌장으로 나옴.
6. ↑  TV 오이타와 BS닛폰 등에서는 본방송 후에 방송.
7. ↑  제1쿨과 제2쿨의 노래의 파트는 다르다.
8. ↑  첫회는 금요 로드쇼에서 《첫회 2시간 스페셜 ~여행의 장~》으로서, 각 파트마다 서브타이틀을 붙여 방송되었다. 방송 후의 인터넷 스트리밍에서는 파트마다 통상의 제1화~제4화로서 분할·재구성된 것으로 된 한편, 텔레비전 방송시에는 첫회 방송을 제1화로 했다.[72][73]

### 참조주
1. 1 2  “魔王を倒した勇者一行の“その後”描く「葬送のフリーレン」サンデーで開幕”. 《コミックナタリー》. ナターシャ. 2020년 4월 28일. 2020년 10월 17일에 확인함.
2. 1 2  “「葬送のフリーレン」アニメ化決定！勇者一行の“その後”の世界を描くファンタジー”. 《コミックナタリー》 (ナターシャ). 2022년 9월 13일. 2022년 9월 13일에 확인함.
3. ↑  “「葬送のフリーレン」2023年にTVアニメとして放送、アベツカサによる記念イラストも”. 《コミックナタリー》 (ナターシャ). 2022년 11월 29일. 2022년 11월 29일에 확인함.
4. 1 2 3  “「葬送のフリーレン」連続2クールで放送決定、初回SPはmiletの特別エンディング”. 《コミックナタリー》. ナターシャ. 2023년 9월 27일. 2023년 9월 27일에 확인함.
5. 1 2 3  “葬送のフリーレン：マンガ大賞の話題作 誕生秘話 感情を揺さぶる理由”. 《MANTANWEB（まんたんウェブ）》. 2021년 3월 16일. 2021년 3월 17일에 확인함.
6. 1 2  マンガ大賞受賞「葬送のフリーレン」担当編集が語る思い「普遍的な感情が佇ずむ作品」
7. ↑  “葬送のフリーレン：死を丁寧な感情で描く　意外なタイトル秘話も 「マンガ大賞2021」大賞の話題作”. 《MANTANWEB》. MANTAN. 2021년 3월 16일. 2021년 3월 17일에 확인함.
8. ↑  「葬送のフリーレン」特集 有野晋哉（よゐこ）、浦井健治、江口雄也（BLUE ENCOUNT）、小出祐介（Base Ball Bear）、近藤くみこ（ニッチェ）、須賀健太、鈴木達央、豊崎愛生が読後の思い綴る - コミックナタリー 特集・インタビュー
9. ↑  “「葬送のフリーレン」今秋放送！フリーレン役は種崎敦美、ボイス収めたPVも公開”. 《コミックナタリー》 (ナターシャ). 2023년 3월 8일. 2023년 3월 8일에 확인함.
10. ↑  “フリーレン（漫画：葬送のフリーレン）”. 《マンガペディア》. DIGITALIO. 2023년 3월 8일에 확인함.
11. 1 2  “葬送のフリーレン：フリーレンの新パーティー声優発表　市ノ瀬加那がフェルンに　シュタルクは小林千晃”. 《MANTANWEB》 (MANTAN). 2023년 8월 7일. 2023년 8월 7일에 확인함.
12. ↑  “「葬送のフリーレン」酒やタバコ好きの僧侶・ザイン役は中村悠一、次回放送から登場”. 《コミックナタリー》 (일본어). ナターシャ. 2023년 11월 28일. 2023년 11월 29일에 확인함.
13. 1 2 3  “『葬送のフリーレン』新キャスト発表 ヒンメル役を岡本信彦、ハイター役を東地宏樹、アイゼン役を上田燿司”. 《ORICON NEWS》 (oricon ME). 2023년 6월 14일. 2023년 6월 14일에 확인함.
14. 1 2 3 4 5 6 7 8 9 10 11  “「葬送のフリーレン」第2クールのビジュアル公開、和氣あず未ら新キャスト11人発表”. 《コミックナタリー》 (ナターシャ). 2023년 12월 23일. 2023년 12월 23일에 확인함.
15. ↑  “「葬送のフリーレン」伊瀬茉莉也がエルフの大魔法使い・ゼーリエ役に”. 《コミックナタリー》 (ナターシャ). 2024년 2월 1일. 2024년 2월 1일에 확인함.
16. 1 2  “『葬送のフリーレン』追加キャスト発表 フランメ役は田中敦子・クヴァール役は安元洋貴でコメント全文”. 《ORICON NEWS》. oricon ME. 2023년 9월 23일. 2023년 9월 24일에 확인함.
17. 1 2 3 4  “「葬送のフリーレン」アウラ役に竹達彩奈、“断頭台のアウラ編”ビジュアル公開”. 《コミックナタリー》. ナターシャ. 2023년 11월 18일에 확인함.
18. ↑  “「葬送のフリーレン」エルフの武道僧・クラフト役に子安武人、明日放送回に登場”. 《コミックナタリー》. ナターシャ. 2023년 11월 18일에 확인함.
19. ↑  “『葬送のフリーレン』日テレ系新アニメ枠にて金曜23時放送　OPはYOASOBI、EDはmiletに”. 《Real Sound》 (blueprint). 2023년 9월 1일. 2023년 9월 3일에 확인함.
20. ↑  “アニメ『葬送のフリーレン』最終話の放送を記念し、フリーレンの“旅の記憶”スペシャルPV公開。全28話の中から印象的なシーンをピックアップ”. 《ファミ通.com》. KADOKAWA Game Linkage. 2024년 3월 23일. 2024년 3월 23일에 확인함.
21. ↑  Silverman, Rebecca (2021년 11월 9일). “Frieren: Beyond Journey's End GN 1 — Review”. 《Anime News Network》. 2021년 11월 9일에 원본 문서에서 보존된 문서. 2021년 11월 9일에 확인함.
22. ↑  Eisenbeis, Richard (2022년 1월 23일). “Frieren: Beyond Journey's End GN 2 — Review”. 《Anime News Network》. 2022년 9월 22일에 원본 문서에서 보존된 문서. 2022년 12월 26일에 확인함.
23. ↑  Eisenbeis, Richard (2022년 5월 27일). “Frieren: Beyond Journey's End GN 3–4 — Review”. 《Anime News Network》. 2022년 7월 1일에 원본 문서에서 보존된 문서. 2022년 12월 26일에 확인함.
24. ↑  Ross, Locksley (2022년 3월 17일). “Frieren: Beyond Journey's End Vol. 1”. 《UK Anime Network》. 2023년 6월 9일에 원본 문서에서 보존된 문서. 2023년 11월 8일에 확인함.
25. ↑  Moondaughter, Wolfen (2021년 11월 4일). “Frieren: Beyond Journey's End Vol. 1”. 《Sequential Tart》. 2021년 12월 24일에 원본 문서에서 보존된 문서. 2021년 12월 24일에 확인함.
26. ↑  McNeil, Sheena (2021년 11월 12일). “Frieren: Beyond Journey's End Vol. 1”. 《Sequential Tart》. 2021년 12월 24일에 원본 문서에서 보존된 문서. 2021년 12월 24일에 확인함.
27. ↑  Mireles, Antonio (2021년 12월 29일). “Fandom Post Manga of the Year Awards 2021”. 《The Fandom Post》. 2022년 1월 2일에 원본 문서에서 보존된 문서. 2022년 1월 2일에 확인함.
28. ↑  Dennison, Kara (2023년 7월 27일). “Frieren: Beyond Journey's End Is a Must-Read for Fantasy Fans”. 《Otaku USA》. 2023년 8월 9일에 원본 문서에서 보존된 문서. 2023년 10월 15일에 확인함.
29. ↑  『このマンガがすごい！2021』今年のランキングTOP10を大公開!!【公式発表】
30. 1 2  「全国書店員が選んだおすすめコミック2021」ランキング
31. ↑  東京マンガレビュアーズ編集部 2021年2月17日 twitter
32. ↑  ebookjapanマンガ大賞2021
33. ↑  マンガ大賞2021
34. ↑  “マンガ大賞2021、大賞は山田鐘人・アベツカサ「葬送のフリーレン」”. 《コミックナタリー》. 2021년 3월 16일. 2021년 3월 16일에 확인함.
35. ↑  手塚治虫文化賞 第25回受賞作品
36. ↑  第25回手塚治虫文化賞マンガ大賞に山下和美「ランド」、新生賞は「葬送のフリーレン」
37. ↑  第45回講談社漫画賞（2021年）候補作品決定のお知らせ
38. ↑  第45回講談社漫画賞のノミネート13作品決定、受賞作は5月13日に発表
39. ↑  講談社漫画賞「東リべ」和久井健や「ブルーロック」金城宗幸ら登場、2年分の贈呈式
40. ↑  第5回みんなが選ぶTSUTAYAコミック大賞
41. ↑  “次にくるマンガ大賞2021 コミックス部門 結果発表”. 2021년 10월 31일에 원본 문서에서 보존된 문서. 2023년 7월 5일에 확인함.
42. ↑  『このマンガがすごい！2022』今年のランキングTOP10を大公開!!【公式発表】
43. ↑  “第46回講談社漫画賞の最終候補作14作品が決定”. 《コミックナタリー》 (ナターシャ). 2022년 4월 7일. 2023년 5월 9일에 확인함.
44. ↑  “荒川弘「黄泉のツガイ」が注目コミック1位に、楽天Kobo電子書籍Awardの結果発表”. 《コミックナタリー》 (ナターシャ). 2023년 5월 9일. 2023년 5월 9일에 확인함.
45. ↑  羽根サキ (2023년 11월 29일). “「読んでよかった漫画」ランキングTOP20！ 第1位は『葬送のフリーレン』【2023年最新調査結果】”. 《ねとらぼ》. アイティメディア. 2023년 12월 27일에 확인함.
46. ↑  緑里孝行（クラフル） (2023년 12월 1일). “電子書籍ストア「BOOK☆WALKER」サービス13周年！ 「13年間で読まれた本 TOP10」を発表”. 《GAME Watch》 (インプレス). 2023년 12월 27일에 확인함.
47. ↑  “第69回小学館漫画賞に「葬送のフリーレン」「逃げ上手の若君」など4作品 部門は廃止”. 《コミックナタリー》 (ナターシャ). 2024년 1월 18일. 2024년 1월 19일에 확인함.
48. ↑  “第48回講談社漫画賞は「葬送のフリーレン」「きみの横顔を見ていた」「メダリスト」”. 《コミックナタリー》. ナターシャ. 2024년 5월 14일. 2024년 5월 14일에 확인함.
49. ↑  “物語の始まりは冒険の終わりから, 勇者一行の“その後”を描く「葬送のフリーレン」”. 《コミックナタリー》. ナターシャ. 2020년 8월 18일. 2023년 9월 27일에 확인함.
50. ↑  “葬送のフリーレン 1”. 小学館. 2020년 10월 17일에 확인함.
51. ↑  “英雄たちの後日譚描く「葬送のフリーレン」2巻, 作品の魅力凝縮したPV公開”. 《コミックナタリー》. ナターシャ. 2020년 10월 16일. 2023년 9월 27일에 확인함.
52. ↑  “葬送のフリーレン 2”. 小学館. 2020년 10월 17일에 확인함.
53. ↑  “このマン2位「葬送のフリーレン」3巻発売, サイン入りPOP当たる感想投稿企画も”. 《コミックナタリー》. ナターシャ. 2020년 12월 18일. 2023년 9월 27일에 확인함.
54. ↑  “葬送のフリーレン 3”. 小学館. 2020년 12월 18일에 확인함.
55. ↑  “マンガ大賞受賞作「葬送のフリーレン」4巻明日発売, 読売新聞朝刊に全面広告も”. 《コミックナタリー》. ナターシャ. 2021년 3월 16일. 2023년 9월 27일에 확인함.
56. ↑  “葬送のフリーレン 4”. 小学館. 2021년 3월 17일에 확인함.
57. ↑  “葬送のフリーレン 5”. 小学館. 2021년 7월 16일에 확인함.
58. ↑  “「葬送のフリーレン」6巻特装版にカレンダー付属, 12種の絵柄を好きな月にセット”. 《コミックナタリー》. ナターシャ. 2021년 11월 18일. 2023년 9월 27일에 확인함.
59. ↑  “葬送のフリーレン 6”. 小学館. 2021년 11월 18일에 확인함.
60. ↑  “累計560万部突破「葬送のフリーレン」新刊, オールキャラのトランプ付き特装版も”. 《コミックナタリー》. ナターシャ. 2022년 3월 17일. 2023년 9월 27일에 확인함.
61. ↑  “葬送のフリーレン 7”. 小学館. 2022년 3월 17일에 확인함.
62. ↑  “新章開幕「葬送のフリーレン」8巻, 色鮮やかなステッカー20種付き特装版も登場”. 《コミックナタリー》. ナターシャ. 2022년 6월 17일. 2023년 9월 27일에 확인함.
63. ↑  “葬送のフリーレン 8”. 小学館. 2022년 5월 17일에 확인함.
64. ↑  “アニメ化も決定「葬送のフリーレン」9巻, 特装版にフリーレン＆ヒンメルの缶バッジ”. 《コミックナタリー》. ナターシャ. 2022년 9월 15일. 2023년 9월 27일에 확인함.
65. ↑  “葬送のフリーレン 9”. 小学館. 2022년 9월 15일에 확인함.
66. ↑  “葬送のフリーレン 10”. 小学館. 2023년 3월 16일에 확인함.
67. ↑  “葬送のフリーレン 11”. 小学館. 2023년 9월 15일에 확인함.
68. ↑  “葬送のフリーレン 12”. 小学館. 2023년 12월 18일에 확인함.
69. ↑  “TVアニメ「葬送のフリーレン」初回放送は金曜ロードショーで2時間SP、最新PVも”. 《コミックナタリー》 (ナターシャ). 2023년 6월 30일. 2023년 6월 30일에 확인함.
70. 1 2 3  “アニメ「葬送のフリーレン」は日本テレビの新アニメ枠で、主題歌はYOASOBI＆milet”. 《コミックナタリー》 (ナターシャ). 2023년 9월 1일. 2023년 9월 1일에 확인함.
71. ↑  “第2クールの新ＯＰテーマはヨルシカ「晴る」に決定！”. 《アニメ『葬送のフリーレン』公式サイト》. 2023년 12월 22일. 2023년 12월 22일에 확인함.
72. ↑  “話題のアニメ「葬送のフリーレン」、原作マンガ10巻無料公開中　期限は金曜ロードショーの直前まで”. 《ITmedia NEWS》. 2023년 9월 28일. 2023년 9월 30일에 확인함.
73. ↑  “「葬送のフリーレン」第1話が“金曜ロードショー”にて2時間SPで放送決定 金ローでアニメの初回放送は史上初　新PVも公開”. 《WEBザテレビジョン》. 2023년 6월 30일. 2023년 9월 30일에 확인함.
74. ↑  “Blu-ray&DVD”. 《『葬送のフリーレン』公式サイト》. 2023년 12월 4일에 확인함.
75. ↑  “ミニアニメ「●●の魔法」解禁！YouTube・X・TikTokで配信開始！”. 《アニメ『葬送のフリーレン』公式サイト》. 2023년 10월 11일. 2023년 10월 25일에 확인함.
76. ↑  “9月24日（日）に『葬送のフリーレン』×「ZIP!」コラボ特番放送決定！”. 《アニメ『葬送のフリーレン』公式サイト》. 2023년 9월 20일. 2023년 9월 30일에 확인함.
77. ↑  “アニメ「葬送のフリーレン」×「ZIP!」コラボ特番放送決定。YOASOBI&miletがOP／EDテーマを語る”. 《TOWER RECORDS ONLINE》. タワーレコード株式会社. 2023년 9월 21일. 2023년 9월 30일에 확인함.
78. ↑  “ラジオ風番組「葬送のフリーレン 〜トークの魔法〜」配信決定！”. 《アニメ『葬送のフリーレン』公式サイト》. 2023년 9월 25일. 2023년 9월 30일에 확인함.
79. ↑  “12月4日(月)20:30よりキャスト出演YouTube生特番「トークの魔法 特別版」配信決定！”. 《アニメ『葬送のフリーレン』公式サイト》. 2023년 11월 24일. 2024년 1월 7일에 확인함.